# 2016年
| 千纪： | 3千纪 |
| 世纪： | 20世纪 \| 21世纪 \| 22世纪                                                                                 |
| 年代： | 1980年代 \| 1990年代 \| 2000年代 \| 2010年代 \| 2020年代 \| 2030年代 \| 2040年代                           |
| 年份： | 2011年 \| 2012年 \| 2013年 \| 2014年 \| 2015年 \| 2016年 \| 2017年 \| 2018年 \| 2019年 \| 2020年 \| 2021年 |
| 纪年： | 丙申年（猴年）；民國一百零五年；日本平成二十八年；朝鲜主體一百零五年                                       |
| 月份： | 1月 \| 2月 \| 3月 \| 4月 \| 5月 \| 6月 \| 7月 \| 8月 \| 9月 \| 10月 \| 11月 \| 12月                        |

| 2016年1月 |    |    |    |    |    |    |
| \| 日 \| 一 \| 二 \| 三 \| 四 \| 五 \| 六 \| \| \| \| \| \| \| 1 \| 2 \| \| 3 \| 4 \| 5 \| 6 \| 7 \| 8 \| 9 \| \| 10 \| 11 \| 12 \| 13 \| 14 \| 15 \| 16 \| \| 17 \| 18 \| 19 \| 20 \| 21 \| 22 \| 23 \| \| 24 \| 25 \| 26 \| 27 \| 28 \| 29 \| 30 \| \| 31 \| \| \| \| \| \| \| |    |    |    |    |    |    |
| 日 | 一 | 二 | 三 | 四 | 五 | 六 |
| |    |    |    |    | 1  | 2  |
| 3 | 4  | 5  | 6  | 7  | 8  | 9  |
| 10 | 11 | 12 | 13 | 14 | 15 | 16 |
| 17 | 18 | 19 | 20 | 21 | 22 | 23 |
| 24 | 25 | 26 | 27 | 28 | 29 | 30 |
| 31 |    |    |    |    |    |    |

| 日 | 一 | 二 | 三 | 四 | 五 | 六 |
|    |    |    |    |    | 1  | 2  |
| 3  | 4  | 5  | 6  | 7  | 8  | 9  |
| 10 | 11 | 12 | 13 | 14 | 15 | 16 |
| 17 | 18 | 19 | 20 | 21 | 22 | 23 |
| 24 | 25 | 26 | 27 | 28 | 29 | 30 |
| 31 |    |    |    |    |    |    |

| 2016年2月 |    |    |    |    |    |    |
| \| 日 \| 一 \| 二 \| 三 \| 四 \| 五 \| 六 \| \| \| 1 \| 2 \| 3 \| 4 \| 5 \| 6 \| \| 7 \| 8 \| 9 \| 10 \| 11 \| 12 \| 13 \| \| 14 \| 15 \| 16 \| 17 \| 18 \| 19 \| 20 \| \| 21 \| 22 \| 23 \| 24 \| 25 \| 26 \| 27 \| \| 28 \| 29 \| \| \| \| \| \| \| \| \| \| \| \| \| \| |    |    |    |    |    |    |
| 日 | 一 | 二 | 三 | 四 | 五 | 六 |
| | 1  | 2  | 3  | 4  | 5  | 6  |
| 7 | 8  | 9  | 10 | 11 | 12 | 13 |
| 14 | 15 | 16 | 17 | 18 | 19 | 20 |
| 21 | 22 | 23 | 24 | 25 | 26 | 27 |
| 28 | 29 |    |    |    |    |    |
| |    |    |    |    |    |    |

| 日 | 一 | 二 | 三 | 四 | 五 | 六 |
|    | 1  | 2  | 3  | 4  | 5  | 6  |
| 7  | 8  | 9  | 10 | 11 | 12 | 13 |
| 14 | 15 | 16 | 17 | 18 | 19 | 20 |
| 21 | 22 | 23 | 24 | 25 | 26 | 27 |
| 28 | 29 |    |    |    |    |    |
|    |    |    |    |    |    |    |

| 2016年3月 |    |    |    |    |    |    |
| \| 日 \| 一 \| 二 \| 三 \| 四 \| 五 \| 六 \| \| \| \| 1 \| 2 \| 3 \| 4 \| 5 \| \| 6 \| 7 \| 8 \| 9 \| 10 \| 11 \| 12 \| \| 13 \| 14 \| 15 \| 16 \| 17 \| 18 \| 19 \| \| 20 \| 21 \| 22 \| 23 \| 24 \| 25 \| 26 \| \| 27 \| 28 \| 29 \| 30 \| 31 \| \| \| \| \| \| \| \| \| \| \| |    |    |    |    |    |    |
| 日 | 一 | 二 | 三 | 四 | 五 | 六 |
| |    | 1  | 2  | 3  | 4  | 5  |
| 6 | 7  | 8  | 9  | 10 | 11 | 12 |
| 13 | 14 | 15 | 16 | 17 | 18 | 19 |
| 20 | 21 | 22 | 23 | 24 | 25 | 26 |
| 27 | 28 | 29 | 30 | 31 |    |    |
| |    |    |    |    |    |    |

| 日 | 一 | 二 | 三 | 四 | 五 | 六 |
|    |    | 1  | 2  | 3  | 4  | 5  |
| 6  | 7  | 8  | 9  | 10 | 11 | 12 |
| 13 | 14 | 15 | 16 | 17 | 18 | 19 |
| 20 | 21 | 22 | 23 | 24 | 25 | 26 |
| 27 | 28 | 29 | 30 | 31 |    |    |
|    |    |    |    |    |    |    |

| 2016年4月 |    |    |    |    |    |    |
| \| 日 \| 一 \| 二 \| 三 \| 四 \| 五 \| 六 \| \| \| \| \| \| \| 1 \| 2 \| \| 3 \| 4 \| 5 \| 6 \| 7 \| 8 \| 9 \| \| 10 \| 11 \| 12 \| 13 \| 14 \| 15 \| 16 \| \| 17 \| 18 \| 19 \| 20 \| 21 \| 22 \| 23 \| \| 24 \| 25 \| 26 \| 27 \| 28 \| 29 \| 30 \| \| \| \| \| \| \| \| \| |    |    |    |    |    |    |
| 日 | 一 | 二 | 三 | 四 | 五 | 六 |
| |    |    |    |    | 1  | 2  |
| 3 | 4  | 5  | 6  | 7  | 8  | 9  |
| 10 | 11 | 12 | 13 | 14 | 15 | 16 |
| 17 | 18 | 19 | 20 | 21 | 22 | 23 |
| 24 | 25 | 26 | 27 | 28 | 29 | 30 |
| |    |    |    |    |    |    |

| 日 | 一 | 二 | 三 | 四 | 五 | 六 |
|    |    |    |    |    | 1  | 2  |
| 3  | 4  | 5  | 6  | 7  | 8  | 9  |
| 10 | 11 | 12 | 13 | 14 | 15 | 16 |
| 17 | 18 | 19 | 20 | 21 | 22 | 23 |
| 24 | 25 | 26 | 27 | 28 | 29 | 30 |
|    |    |    |    |    |    |    |

| 2016年5月 |    |    |    |    |    |    |
| \| 日 \| 一 \| 二 \| 三 \| 四 \| 五 \| 六 \| \| 1 \| 2 \| 3 \| 4 \| 5 \| 6 \| 7 \| \| 8 \| 9 \| 10 \| 11 \| 12 \| 13 \| 14 \| \| 15 \| 16 \| 17 \| 18 \| 19 \| 20 \| 21 \| \| 22 \| 23 \| 24 \| 25 \| 26 \| 27 \| 28 \| \| 29 \| 30 \| 31 \| \| \| \| \| \| \| \| \| \| \| \| \| |    |    |    |    |    |    |
| 日 | 一 | 二 | 三 | 四 | 五 | 六 |
| 1 | 2  | 3  | 4  | 5  | 6  | 7  |
| 8 | 9  | 10 | 11 | 12 | 13 | 14 |
| 15 | 16 | 17 | 18 | 19 | 20 | 21 |
| 22 | 23 | 24 | 25 | 26 | 27 | 28 |
| 29 | 30 | 31 |    |    |    |    |
| |    |    |    |    |    |    |

| 日 | 一 | 二 | 三 | 四 | 五 | 六 |
| 1  | 2  | 3  | 4  | 5  | 6  | 7  |
| 8  | 9  | 10 | 11 | 12 | 13 | 14 |
| 15 | 16 | 17 | 18 | 19 | 20 | 21 |
| 22 | 23 | 24 | 25 | 26 | 27 | 28 |
| 29 | 30 | 31 |    |    |    |    |
|    |    |    |    |    |    |    |

| 2016年6月 |    |    |    |    |    |    |
| \| 日 \| 一 \| 二 \| 三 \| 四 \| 五 \| 六 \| \| \| \| \| 1 \| 2 \| 3 \| 4 \| \| 5 \| 6 \| 7 \| 8 \| 9 \| 10 \| 11 \| \| 12 \| 13 \| 14 \| 15 \| 16 \| 17 \| 18 \| \| 19 \| 20 \| 21 \| 22 \| 23 \| 24 \| 25 \| \| 26 \| 27 \| 28 \| 29 \| 30 \| \| \| \| \| \| \| \| \| \| \| |    |    |    |    |    |    |
| 日 | 一 | 二 | 三 | 四 | 五 | 六 |
| |    |    | 1  | 2  | 3  | 4  |
| 5 | 6  | 7  | 8  | 9  | 10 | 11 |
| 12 | 13 | 14 | 15 | 16 | 17 | 18 |
| 19 | 20 | 21 | 22 | 23 | 24 | 25 |
| 26 | 27 | 28 | 29 | 30 |    |    |
| |    |    |    |    |    |    |

| 日 | 一 | 二 | 三 | 四 | 五 | 六 |
|    |    |    | 1  | 2  | 3  | 4  |
| 5  | 6  | 7  | 8  | 9  | 10 | 11 |
| 12 | 13 | 14 | 15 | 16 | 17 | 18 |
| 19 | 20 | 21 | 22 | 23 | 24 | 25 |
| 26 | 27 | 28 | 29 | 30 |    |    |
|    |    |    |    |    |    |    |

| 2016年7月 |    |    |    |    |    |    |
| \| 日 \| 一 \| 二 \| 三 \| 四 \| 五 \| 六 \| \| \| \| \| \| \| 1 \| 2 \| \| 3 \| 4 \| 5 \| 6 \| 7 \| 8 \| 9 \| \| 10 \| 11 \| 12 \| 13 \| 14 \| 15 \| 16 \| \| 17 \| 18 \| 19 \| 20 \| 21 \| 22 \| 23 \| \| 24 \| 25 \| 26 \| 27 \| 28 \| 29 \| 30 \| \| 31 \| \| \| \| \| \| \| |    |    |    |    |    |    |
| 日 | 一 | 二 | 三 | 四 | 五 | 六 |
| |    |    |    |    | 1  | 2  |
| 3 | 4  | 5  | 6  | 7  | 8  | 9  |
| 10 | 11 | 12 | 13 | 14 | 15 | 16 |
| 17 | 18 | 19 | 20 | 21 | 22 | 23 |
| 24 | 25 | 26 | 27 | 28 | 29 | 30 |
| 31 |    |    |    |    |    |    |

| 日 | 一 | 二 | 三 | 四 | 五 | 六 |
|    |    |    |    |    | 1  | 2  |
| 3  | 4  | 5  | 6  | 7  | 8  | 9  |
| 10 | 11 | 12 | 13 | 14 | 15 | 16 |
| 17 | 18 | 19 | 20 | 21 | 22 | 23 |
| 24 | 25 | 26 | 27 | 28 | 29 | 30 |
| 31 |    |    |    |    |    |    |

| 2016年8月 |    |    |    |    |    |    |
| \| 日 \| 一 \| 二 \| 三 \| 四 \| 五 \| 六 \| \| \| 1 \| 2 \| 3 \| 4 \| 5 \| 6 \| \| 7 \| 8 \| 9 \| 10 \| 11 \| 12 \| 13 \| \| 14 \| 15 \| 16 \| 17 \| 18 \| 19 \| 20 \| \| 21 \| 22 \| 23 \| 24 \| 25 \| 26 \| 27 \| \| 28 \| 29 \| 30 \| 31 \| \| \| \| \| \| \| \| \| \| \| \| |    |    |    |    |    |    |
| 日 | 一 | 二 | 三 | 四 | 五 | 六 |
| | 1  | 2  | 3  | 4  | 5  | 6  |
| 7 | 8  | 9  | 10 | 11 | 12 | 13 |
| 14 | 15 | 16 | 17 | 18 | 19 | 20 |
| 21 | 22 | 23 | 24 | 25 | 26 | 27 |
| 28 | 29 | 30 | 31 |    |    |    |
| |    |    |    |    |    |    |

| 日 | 一 | 二 | 三 | 四 | 五 | 六 |
|    | 1  | 2  | 3  | 4  | 5  | 6  |
| 7  | 8  | 9  | 10 | 11 | 12 | 13 |
| 14 | 15 | 16 | 17 | 18 | 19 | 20 |
| 21 | 22 | 23 | 24 | 25 | 26 | 27 |
| 28 | 29 | 30 | 31 |    |    |    |
|    |    |    |    |    |    |    |

| 2016年9月 |    |    |    |    |    |    |
| \| 日 \| 一 \| 二 \| 三 \| 四 \| 五 \| 六 \| \| \| \| \| \| 1 \| 2 \| 3 \| \| 4 \| 5 \| 6 \| 7 \| 8 \| 9 \| 10 \| \| 11 \| 12 \| 13 \| 14 \| 15 \| 16 \| 17 \| \| 18 \| 19 \| 20 \| 21 \| 22 \| 23 \| 24 \| \| 25 \| 26 \| 27 \| 28 \| 29 \| 30 \| \| \| \| \| \| \| \| \| \| |    |    |    |    |    |    |
| 日 | 一 | 二 | 三 | 四 | 五 | 六 |
| |    |    |    | 1  | 2  | 3  |
| 4 | 5  | 6  | 7  | 8  | 9  | 10 |
| 11 | 12 | 13 | 14 | 15 | 16 | 17 |
| 18 | 19 | 20 | 21 | 22 | 23 | 24 |
| 25 | 26 | 27 | 28 | 29 | 30 |    |
| |    |    |    |    |    |    |

| 日 | 一 | 二 | 三 | 四 | 五 | 六 |
|    |    |    |    | 1  | 2  | 3  |
| 4  | 5  | 6  | 7  | 8  | 9  | 10 |
| 11 | 12 | 13 | 14 | 15 | 16 | 17 |
| 18 | 19 | 20 | 21 | 22 | 23 | 24 |
| 25 | 26 | 27 | 28 | 29 | 30 |    |
|    |    |    |    |    |    |    |

| 2016年10月 |    |    |    |    |    |    |
| \| 日 \| 一 \| 二 \| 三 \| 四 \| 五 \| 六 \| \| \| \| \| \| \| \| 1 \| \| 2 \| 3 \| 4 \| 5 \| 6 \| 7 \| 8 \| \| 9 \| 10 \| 11 \| 12 \| 13 \| 14 \| 15 \| \| 16 \| 17 \| 18 \| 19 \| 20 \| 21 \| 22 \| \| 23 \| 24 \| 25 \| 26 \| 27 \| 28 \| 29 \| \| 30 \| 31 \| \| \| \| \| \| |    |    |    |    |    |    |
| 日 | 一 | 二 | 三 | 四 | 五 | 六 |
| |    |    |    |    |    | 1  |
| 2 | 3  | 4  | 5  | 6  | 7  | 8  |
| 9 | 10 | 11 | 12 | 13 | 14 | 15 |
| 16 | 17 | 18 | 19 | 20 | 21 | 22 |
| 23 | 24 | 25 | 26 | 27 | 28 | 29 |
| 30 | 31 |    |    |    |    |    |

| 日 | 一 | 二 | 三 | 四 | 五 | 六 |
|    |    |    |    |    |    | 1  |
| 2  | 3  | 4  | 5  | 6  | 7  | 8  |
| 9  | 10 | 11 | 12 | 13 | 14 | 15 |
| 16 | 17 | 18 | 19 | 20 | 21 | 22 |
| 23 | 24 | 25 | 26 | 27 | 28 | 29 |
| 30 | 31 |    |    |    |    |    |

| 2016年11月 |    |    |    |    |    |    |
| \| 日 \| 一 \| 二 \| 三 \| 四 \| 五 \| 六 \| \| \| \| 1 \| 2 \| 3 \| 4 \| 5 \| \| 6 \| 7 \| 8 \| 9 \| 10 \| 11 \| 12 \| \| 13 \| 14 \| 15 \| 16 \| 17 \| 18 \| 19 \| \| 20 \| 21 \| 22 \| 23 \| 24 \| 25 \| 26 \| \| 27 \| 28 \| 29 \| 30 \| \| \| \| \| \| \| \| \| \| \| \| |    |    |    |    |    |    |
| 日 | 一 | 二 | 三 | 四 | 五 | 六 |
| |    | 1  | 2  | 3  | 4  | 5  |
| 6 | 7  | 8  | 9  | 10 | 11 | 12 |
| 13 | 14 | 15 | 16 | 17 | 18 | 19 |
| 20 | 21 | 22 | 23 | 24 | 25 | 26 |
| 27 | 28 | 29 | 30 |    |    |    |
| |    |    |    |    |    |    |

| 日 | 一 | 二 | 三 | 四 | 五 | 六 |
|    |    | 1  | 2  | 3  | 4  | 5  |
| 6  | 7  | 8  | 9  | 10 | 11 | 12 |
| 13 | 14 | 15 | 16 | 17 | 18 | 19 |
| 20 | 21 | 22 | 23 | 24 | 25 | 26 |
| 27 | 28 | 29 | 30 |    |    |    |
|    |    |    |    |    |    |    |

| 2016年12月 |    |    |    |    |    |    |
| \| 日 \| 一 \| 二 \| 三 \| 四 \| 五 \| 六 \| \| \| \| \| \| 1 \| 2 \| 3 \| \| 4 \| 5 \| 6 \| 7 \| 8 \| 9 \| 10 \| \| 11 \| 12 \| 13 \| 14 \| 15 \| 16 \| 17 \| \| 18 \| 19 \| 20 \| 21 \| 22 \| 23 \| 24 \| \| 25 \| 26 \| 27 \| 28 \| 29 \| 30 \| 31 \| \| \| \| \| \| \| \| \| |    |    |    |    |    |    |
| 日 | 一 | 二 | 三 | 四 | 五 | 六 |
| |    |    |    | 1  | 2  | 3  |
| 4 | 5  | 6  | 7  | 8  | 9  | 10 |
| 11 | 12 | 13 | 14 | 15 | 16 | 17 |
| 18 | 19 | 20 | 21 | 22 | 23 | 24 |
| 25 | 26 | 27 | 28 | 29 | 30 | 31 |
| |    |    |    |    |    |    |

| 日 | 一 | 二 | 三 | 四 | 五 | 六 |
|    |    |    |    | 1  | 2  | 3  |
| 4  | 5  | 6  | 7  | 8  | 9  | 10 |
| 11 | 12 | 13 | 14 | 15 | 16 | 17 |
| 18 | 19 | 20 | 21 | 22 | 23 | 24 |
| 25 | 26 | 27 | 28 | 29 | 30 | 31 |
|    |    |    |    |    |    |    |

2016年是一個閏年，第一天是星期五。

## 大事記

### 重要热点
- 阿拉伯之春、阿拉伯之冬

1. 叙利亚内战 2011年－至今（2022年）
2. 伊拉克内战 2011年－2017年
3. 第二次利比亚内战 2014年－2020年
4. 也门内战 (2014年至今)

- 自由哨兵行动
- 2016年東亞寒潮
- 2016年7月喀布尔爆炸袭击
- 2016年8月奎达袭击
- 2016年7月巴格达恐怖袭击事件
- 2016年伊斯坦布尔机场恐怖袭击
- 2016年土耳其政变
- 2016年朱巴军事冲突
- 2016年布鲁塞尔连环爆炸案
- 歐洲難民危機
- 英國去留歐盟公投
- 奥兰多夜店枪击案
- 2016年美国总统选举
- 2016年1月朝鲜核试验
- 2016年9月朝鲜核试验
- 朴槿惠弹劾案
- 香港亞洲電視停播
- 2016年旺角骚乱
- 2016年香港立法會宣誓風波
- 2016年夏季奥林匹克运动会
- 寨卡病毒疫情
- 引力波
- 三星 Galaxy Note 7 電池爆炸事故

### 详细经过
2016年：1月 - 2月 - 3月 - 4月 - 5月 - 6月 - 7月 - 8月 - 9月 - 10月 - 11月 - 12月
2016年香港：1月 - 2月 - 3月 - 4月 - 5月 - 6月 - 7月 - 8月 - 9月 - 10月 - 11月 - 12月
2016年臺灣：1月 - 2月 - 3月 - 4月 - 5月 - 6月 - 7月 - 8月 - 9月 - 10月 - 11月 - 12月
2016年英國：1月 - 2月 - 3月 - 4月 - 5月 - 6月 - 7月 - 8月 - 9月 - 10月 - 11月 - 12月
2016年美國：1月 - 2月 - 3月 - 4月 - 5月 - 6月 - 7月 - 8月 - 9月 - 10月 - 11月 - 12月
2016年澳門：1月 - 2月 - 3月 - 4月 - 5月 - 6月 - 7月 - 8月 - 9月 - 10月 - 11月 - 12月
2016年中國大陸：1月 - 2月 - 3月 - 4月 - 5月 - 6月 - 7月 - 8月 - 9月 - 10月 - 11月 - 12月
2016年日本：1月 - 2月 - 3月 - 4月 - 5月 - 6月 - 7月 - 8月 - 9月 - 10月 - 11月 - 12月

#### 1月
- 1月1日——聯合國國際發展的永續發展目標（Sustainable Development Goals；SDGs）接替千年发展目标（Millennium Development Goals；MDGs）正式生效，這目標將從2016年一直持續到2030年。
- 1月6日：
  - 朝鮮民主主義人民共和國宣稱成功試爆氫彈。並由北韓中央電視台在當天中午播出「特別重大報道」稱，首都平壤氣氛大致平靜，有民眾在市中心廣場觀看有關報道。另外朝中社報道，領袖金正恩是在2015年12月15日下達命令後進行氫彈試驗，到本年1月3日簽署執行。北韓政府當局也稱試爆是回應美國的敵對政策，但強調只要敵對勢力不侵犯主權，北韓不會首先使用核武。這一次是北韓自2006年以來第四度核試。
  - 大韓民國國軍表示，南韓全軍進入緊急戒備狀態，總統朴槿惠召開國家安全會議，商討應對方案，強調北韓核試屬嚴重挑釁，須採取嚴厲措施制裁北韓。
  - 在中華人民共和國吉林省與北韓接壤的地區，包括延吉及琿春等市面有明顯震感，部分學校要疏散，操場地面出現裂痕。
  - 中華人民共和國外交部在北京表示，堅決反對北韓不顧國際社會反對再次核試。外交部發言人華春瑩表示：「我們強烈敦促朝方信守無核化承諾，停止採取任何惡化局勢的行動，維護朝鮮半島及東北亞和平穩定，符合各方共同利益。中方將堅定推進半島無核化目標，堅持通過六方會談框架解決半島核問題[1]。」
  - 美國地質勘探局在當天早上在距離北韓豐溪里核試驗場約49公里，錄得5.1級強烈震動。地震台網亦探測到北韓有4.9級地震。
  - 日本首相安倍晉三則指責北韓明顯違反聯合國安理會決議，將與美國、南韓及俄羅斯等果斷應對。
  - 美國Netflix（網飛）正式宣布，進入台灣影音串流市場。
  - 大韓民國通姦罪從刑法中刪除。因此，婚外性行為仍然可要求民事賠償要求。根據2015年2月26日，大韓民國憲法法院裁定通姦罪侵犯公民的基本權利，決議廢除實行62年的通姦罪。亞洲已開發國家還有通姦罪的國家只剩台灣。
- 1月7日——利比亞西部沿海城市茲利坦一所警察訓練中心遭遇自殺式貨車炸彈襲擊，造成至少60人死亡、逾200人受傷。事發在當地一處訓練海岸衞隊的場地，數百名學警正在舉行畢業典禮，突然一輛貨車載着炸彈撞向訓練中心大閘，引發爆炸。未有組織承認責任，但懷疑與極端組織伊斯蘭國有關。茲利坦是利比亞的商業重鎮，並非武裝分子匿藏的黑點，但不少非法移民經此地偷渡歐洲。當局接獲情報，指事發前兩日曾有可疑人士坐船登岸，隨即搜捕市內非法逗留者，惟未能阻止襲擊。利比亞在獨裁者卡達菲2011年倒台後陷入動亂，伊斯蘭國亦趁亂擴張勢力，去年至少發動過27宗汽車及自殺式襲擊。聯合國駐利比亞大使克布勒在Twitter發帖強烈譴責事件，呼籲利比亞人團結對抗恐怖主義。[2]
- 1月9日——俄羅斯空襲敍利亞西北部伊德利卜省馬拉特努曼鎮，造成65死22傷，包括婦孺。俄軍一直聲稱要打擊敍利亞境內恐怖組織伊斯蘭國，今次目標卻是阿蓋德的敍利亞分支努斯拉陣線。敍利亞人權監察指空襲擊中一所由努斯拉陣線控制的法院和監獄，死者包括22名平民、23名努斯拉陣線成員、14名囚犯和6名其他反抗軍成員。聯合國1月25日將在瑞士日內瓦舉行敍利亞和談，目標是尋求一個各方都同意的和平過渡方案，讓敍利亞在18個月內結束內戰、草擬新憲法和舉行大選，敍利亞政府已同意出席。[3][4]
- 1月11日——伊拉克首都巴格達及多個城鎮先後受襲，造成至少54人死亡，其中一個商場的自殺式襲擊，伊斯蘭國已承認責任。伊拉克總理阿巴迪矢言會全力將伊斯蘭國逐出伊拉克。遇襲商場位於巴格達東部商業區杰迪代，多名槍手引爆附近的汽車炸彈後闖入商場，消息指槍手向途人開槍，更引爆身上炸彈背心，造成至少18死40傷。警方指7名槍手中3人死亡、其餘被捕。其間，外國使館所在的綠區要暫時封閉，市內多條主要公路、商場及橋樑亦要關閉。伊斯蘭國指襲擊是針對什葉派教徒，更稱陸續有來。此外，東部什葉派城鎮米格達迪耶兩度遭炸彈襲擊，造成至少26死51傷。另外，東南部一個遜尼派區域亦發生自殺式炸彈襲擊，造成至少7死15傷。至於離巴格達65公里的巴古拜，同日較早前亦發生爆炸，造成3死8傷。[5]
- 1月11日——中國國家航天局CNSA第一個火星探測計劃正式立項。
- 1月12日——中国商飞公司在位于上海世博园区央企总部基地的总部新大楼正式启用[6]。
- 1月16日:
  - 中華民國舉行第14屆總統選舉及第9屆立法委員選舉，結果民主進步黨主席蔡英文以689萬票的56%比率當選台灣史上首位女總統，同時民進黨亦首次取得立法院控制權，實現當地第三次政黨輪替兼民進黨第一次施政上完全執政。[7]
  - 中國發起亞洲基礎設施投資銀行（Asian Infrastructure Investment Bank；AIIB；亞投行）正式開業，除了與美、日主導的亞洲開發銀行（ASIAN DEVELOPMENT BANK；ADB；亞銀）相抗衡之外，同時也被視為有意挑戰美國主導下的世界銀行（World Bank；世銀）與美國、歐盟主導的IMF（International Monetary Fund；國際貨幣基金）地位[8]。
- 1月22日～1月25日——寒流席捲北半球多國，多處錄得破紀錄低溫。
- 1月20日～1月28日——越南共產黨舉行第十二次全國代表大會，並選出新一屆領導層。
- 1月25日——空巴A320neo首次商業飛行，德國漢莎航空從德國法蘭克福機場至慕尼黑機場。
- 1月29日——波音737MAX窄體商業客機，波音第二個一百年正式開始，首架新機、首次飛行。

#### 2月
- 2月5日——日本九州鹿儿岛县的樱岛火山爆发，日本气象厅提高警戒层级。
- 2月6日——台湾高雄市美浓区发生台灣自1999年921大地震後傷亡最慘重的地震，強度為里氏震级6.6，其中台南市因為場址效應導致災情較震央附近的高雄市更為嚴重。地震在台南造成117死551傷。[9]
- 2月9日——香港發生自1989年以後，事隔27年最為嚴重的群眾騷亂。事件的導火線為農曆新年旺角的支持臨時熟食小販的群眾與警方發生衝突，並引致群眾不滿，引發騷亂。
- 2月11日——美國LIGO科學家首次偵測到重力波，更被稱為「宇宙的聲音」，印證了愛因斯坦100年前發表的廣義相對論預言，並獲得2017年諾貝爾物理學獎。[10]
- 2月12日－2月21日——2016年冬季青年奧林匹克運動會在挪威利勒哈默爾舉行，共計10天。
- 2月15日——為哀悼2月6日高雄市美浓区发生里氏震级6.6地震造成台南地區多人死亡上百人受傷，台灣降半旗一天。
- 2月16日——中國首家商业火箭公司成立，该公司名称为航天科工火箭技术有限公司（简称“火箭公司”;Expace）在武汉国家商业航天产业基地30°35′23.55″N 114°40′42.49″E / 30.5898750°N 114.6784694°E。致力于为国内外客户提供商业航天发射服务，未来业务范围还将拓展到卫星应用、飞船发射、深空探测等领域[11]。标志着中国航天技术步入“商用时代”。
- 2月17日——西非國家加納首都阿克拉以北約420公里的城鎮發生嚴重車禍，一輛巴士與貨車迎頭相撞，貨車上的番茄散落一地，釀成71死13重傷，死者包括兩車的司機。初步調查顯示，巴士機件失靈導致車禍。[12]
- 2月18日——紐約市市長比爾·白思豪主持啟用LinkNYC（英语：LinkNYC） Wi-Fi典禮。此正在将城市的旧电话亭转变为7,500-10,000個Wi-Fi熱點，提供紐約客免費的Wi-Fi上網服務、免費的國內電話，還提供2個USB充電埠、可聯絡緊急服務的911按鈕（英语：9-1-1），以及一台可用來連網的安卓平板電腦。以创建世界上最大、最快1Gbps的免费公共Wi- Fi网络[13][14]。
- 2月21日——敘利亞首都大馬士革及中部城市霍姆斯發生連環炸彈襲擊，導致142死數百傷，極端組織伊斯蘭國承認責任。[15]
- 2月28日——香港長者及合資格殘疾人士公共交通票價優惠計劃擴展計劃第四階段實施，除涵蓋現有486條專線小巴路線外，另新增5條專線小巴路線，覆蓋率約96%。

#### 3月
- 3月4日──大韩民国大宇造船海洋玉浦造船厂举行为马来西亚国家石油公司（Petronas）建造的第一艘浮式液化天然气装置（FLNG）PFLNG1命名仪式，该船由Petronas执行总裁Wan Zulkiflee Wan Ariffin夫人阿祖拉•艾哈迈德•塔祖丁女士命名为“PFLNG SATU”。这也将是全球首艘投入运营的FLNG正式亮相[16]。
- 2016年3月9日日食，由於此次日食經過赤道地區，當地天氣較佳，因此受到東南亞地區民眾與媒體關注。
- 3月9日──人工智慧AlphaGo對弈韓國職業九段棋士李世乭（이세돌），五局三勝制圍棋比賽。
- 3月14日──歐洲太空總署（ESA）和俄羅斯聯邦航天局（Roscosmos）合作的火星探測計畫 （ExoMars；Exobiology on Mars），火星微量氣體任務衛星發射升空。
- 3月15日：
  - 人工智慧AlphaGo以四勝一敗獲勝，首次人類被擊敗在圍棋。
  - 中國上海市最高天際線上海中心大廈正式落成。建築主體為127層，並還有地下停車場5層、裙樓、頂樓等，建築總高度為632米，結構高度為580米。
- 3月17日──緬甸舉行2016總統大選。
- 3月19日——迪拜航空一架波音737客機自阿聯酋迪拜起飛，在俄羅斯南部城市頓河畔羅斯托夫機場準備降落時墜毀，機上62人全部罹難。大部分人是俄羅斯人，12名是外國人（不包括中國公民）。羅斯托夫機場在事發時天氣惡劣，暴雨令能見度低，風勢亦較大。客機在首次降落不成功，在附近上空盤旋兩小時後，嘗試第二次降落亦失敗並觸發空難，偏離跑道50至100米，機尾部分撞到地面後爆炸起火，及斷開數截。[17]
- 3月22日——比利時首都布魯塞爾機場及鄰近歐盟總部的馬爾貝克地鐵站（英语：Maelbeek/Maalbeek metro station）發生槍擊及自殺式炸彈襲擊，造成34死300傷[18]，死者包括3名兇徒，傷者中有61人危殆[18]，極端組織伊斯蘭國已承認責任。機場離境大堂受到嚴重破壞，落地玻璃盡碎，大量假天花塌下，並有煙冒出，該處至少14死，馬爾貝克地鐵站則為20死[19]。所有飛機暫停升降，並要轉飛其他機場，市內全部地鐵站亦關閉，當局並將恐襲警戒級別提升至最高的第四級。
- 3月26日──日本北海道新幹線通車。
- 3月27日——巴基斯坦東部城市拉合爾的市中心公園，發生針對基督徒的自殺式炸彈襲擊，造成72死[20]303傷。襲擊者的炸彈背心估計有8至10公斤炸藥，有人甚至痛失17名親人。總理謝里夫譴責襲擊，要求全力救人。拉合爾所在的旁遮普省，關閉省內所有休憩公園，宣布全省哀悼三日。巴基斯坦塔利班的分支承認策動襲擊，並想顯示襲擊其他宗教為目標才是伊斯蘭「正統」，與其他恐怖組織（如伊斯蘭國）有別。[21]
- 3月28日——澳洲电视节目四角方圆（Four Corners）播放了一集名为恐惧国度：马来西亚的金钱与命案（State of Fear: Murder and Money in Malaysia）[22]，播出了有关时任马来西亚首相纳吉·阿都拉萨银行账户有大量金钱流入的新指控。
- 3月28日——台灣台北市內湖區環山路一段9巷附近於上午11點05分發生內湖隨機殺人事件。
- 3月28日－3月29日──緬甸新任正、副總統宣誓就職。
- 3月30日──緬甸新舊政府交接儀式。
- 3月31日──緬甸新任總統將在聯邦議會發表就職演說。同日，印度東部加爾各答商業區一條興建中的天橋突然倒塌，最少27死80傷，仍有百餘人失蹤。天橋2009年開始興建，但工程接連出現延誤，至今已7年惟仍未完成，工程完成約7成。事發在一條繁忙街道，途人徒手挖掘，希望救出生還者。倒塌的天橋長約2公里，事故原因仍未知道，建築公司表示願意配合調查。[23]

#### 4月
- 4月初——印度2個地區受熱浪侵襲，氣溫升至攝氏45度，造成至少111人死亡，其中特蘭伽納邦及安得拉邦分別有66及45人死於高溫誘發的心臟病。印度多個地區於4月初的氣溫都較正常為高，當局的防暑措施包括在公共場所提供飲品，又建議市民在中午至下午期間避免在太陽下曝曬。2015年特蘭伽納邦及安得拉邦同樣受熱浪侵襲，有近2,000人死亡。[24]
- 4月1日——当地时间晚上亞美尼亞與阿塞拜疆軍隊在納戈爾諾-卡拉巴赫交火，至4月2日至少18名亞美尼亞軍人和12名阿塞拜疆軍人喪生。[25]
- 4月2日——香港亞洲電視因行政長官會同行政會議決定不續牌，結束長達59年的本地電視廣播。[26]
- 4月3日——巴基斯坦多個地區下暴雨，造成49死30傷。其中開伯爾普什圖省首府白沙瓦，大雨引發的洪水沖毀數十家商舖、橋樑及道路。同時省內有約50間房屋倒塌，大雨亦引發山泥傾瀉。巴基斯坦上月遭遇兩輪暴雨，導致79死近百傷。[27]
- 4月5日——冰島總理西格蒙杜爾·戴維·貢勞格松因為避稅醜聞而宣布辭職。[28]
- 4月7日——極端組織伊斯蘭國在敘利亞首都大馬士革市郊，處決175名當地水泥廠的員工。伊斯蘭國恐怖份子闖入阿布沙馬特地區一間水泥廠，擄走約250名員工，武裝分子其後釋放當中最少75人，其餘被擄走的人因宗教問題而被殺害。[29]
- 4月8日，美國太空探索科技公司（SpaceX）獵鷹9號火箭，在歷經4次失敗後，今天終於成功降落於海上平台。獵鷹9號在發射搭載的太空艙至太空後，火箭的第一節直挺著陸在海上平台[30]
- 4月9日，中台禪寺透過官網公告開山法師惟覺老和尚於4月8日晚間10點31分在寺內正念堂圓寂，享壽90歲。
- 4月10日：
  - 印度西南部喀拉拉邦一座廟宇凌晨發生大火（英语：Kollam temple accident），造成111死349傷[31]。廟宇當時正慶祝一個節日，放煙花是一項主要活動，疑有人燃點炮竹引發大火。
  - C919試驗機（10001架機）已從中國商飛公司總裝製造中心浦東基地，移轉至中國飛機強度研究所上海分部，正式啟動全機靜力試驗。以檢驗飛機是否具備飛行所需的結構強度，是保證飛機飛行安全的重要手段[32]。
- 4月13日，大韓民國舉行2016年韓國國會選舉。

2016年韓國國會選舉結果示意圖

2016年韩国国会选举结果示意图

- 4月14日，2016年韓國國會選舉選舉結果出爐。在第20任國會議員總選舉中，執政的新世界黨僅拿122席，共同民主黨獲123席，第三勢力「國民黨」拿38席，而選舉結果將影響2017年12月20日舉行的韓國總統大選。
- 4月14日－4月16日，日本熊本縣發生多次猛烈地震及餘震，4月16日發生的主震強度為日本气象厅地震规模7.3級，有感震動達470次；其中4月14日的一次6.5級前震，日本氣象廳在益城町測得震度7，是自1949年設立震度7以來[33]，繼1995年的阪神大地震、2004年的新潟縣中越地震和2011年的311大地震後第四度測得震度7的地震[34]。連環地震造成48死[35]3失蹤[35]3,129傷，24萬人需要疏散[36]。地震破壞多處歷史景點，日本三大名城之一的熊本城屋頂瓦片及城牆磚塊掉落，阿蘇神社樓門及拜殿倒塌，南阿蘇村發生大面積山泥傾瀉，阿蘇大橋中央部份倒塌。10萬間房屋停電[36]，超過40萬住戶無食水供應[36]，熊本機場停止運作，九州新幹線停駛。
- 4月16日：
  - 南美洲厄瓜多爾發生黎克特制7.8地震，是當地自1979年以來最強烈地震，釀成660死32失蹤51,376傷[37]，最少10名外國人在地震中遇難。厄瓜多爾總統科雷亞由梵蒂岡回國指揮救災。他乘坐專機直接飛往沿海城市曼塔視察災情，他在機上聽取官員匯報。鄰近震央的城市佩德納萊斯，有40多間酒店倒塌，市長形容整個城市被夷平。受災最嚴重的馬納比省，大部分地區電力仍然中斷。[38]

- - 非洲埃塞俄比亞西部近南蘇丹邊境有140人在邊境地區被殺害，39名兒童被擄走。行兇者來自南蘇丹一個部族，保安部隊擊斃了約60名兇徒。事發地點不時有部族衝突，亦有兒童曾被擄拐。[39]
- 4月17日——巴西眾議院通過彈劾總統羅塞夫的議案。眾議院470多名議員投票後，投贊成票人數已佔全院三分之二，即有342票贊成，另外120多票反對，6票棄權。彈劾案之後將送交參議院，如獲過半數支持，屆時羅塞夫須停職180天，等待彈劾聆訊結果。若參議院最終表決，三分之二議員贊成，便可將羅塞夫撤職。執政勞工黨在投票開始不久就承認敗陣，但參議院領袖強調，鬥爭才剛剛開始，這將是一場緩慢而漸進的戰爭。在辯論開始前，敵對陣營議員互相推撞。警方在國會外加強保安，防範發生衝突。[40]
- 4月18日——一艘由埃及前往意大利、載有至少5百人[41]（大部份來自索馬里、埃塞俄比亞及厄立特里亞）的難民船，在地中海沉沒。難民表示，蛇頭在海中央仍將人蛇從一艘小船運上另一艘載滿難民的大船，其後大船沉沒。索馬里總統馬哈茂德及總理舍馬克（英语：Omar Abdirashid Ali Sharmarke）發表聯合聲明，悼念遇難難民。
- 4月19日——阿富汗首都喀布爾的國家安全機構遭塔利班發動自殺式炸彈襲擊和槍擊（英语：April 2016 Kabul attack），造成64死347傷，是當地市中心自2001年後最嚴重襲擊。兩名武裝分子襲擊喀布爾一幢國安機構建築物，其中一人先在門外自殺式引爆載有炸彈的汽車，另一人之後闖入建築物，軍警趕到後和他駁火。事發的國安機構負責為政府高層和重要訪客提供貼身保安，現場距離總統府只有數百米，美國大使館和北約當地總部亦在附近，當局其後擊斃該武裝分子。爆炸後二十分鐘，周圍都是一片灰塵，甚麼也看不見。死傷者包括保安人員和平民，總統加尼強烈譴責襲擊。塔利班一周前已宣布展開新一季襲擊，並警告民眾遠離政府、安全部隊等目標。內政部就承認襲擊顯示國安機構出現保安漏洞，會徹底調查。[42]
- 4月20日——南美洲厄瓜多爾再度發生芮氏規模6.2地震。
- 4月24日——中國航天一甲子第一個航天日，主题为“航天梦，中国梦”[43]。
- 4月25日——沙特副王储穆罕默德·本·萨勒曼·本·阿卜杜勒-阿齐兹·阿勒沙特公布沙特愿景2030细节。
- 4月28日：
  - 俄羅斯RFSA東方航天發射場進行建成以來的首次火箭發射(51°53′03.08″N 128°20′05.05″E / 51.8841889°N 128.3347361°E)。
  - 日本沖繩縣發生一起駐日美軍強姦日本女性後將其殺害的案件，使得日本防衛省與美國重新檢討日美軍事協定。
- 4月29日——肯尼亞首都內羅畢東部的貧民區，一幢6層高民房在大雨後，地下及一樓下陷，其後更整幢民房突然倒塌，造成36死[44]70失蹤[44]100餘傷。當局早前已經評定建築物有危險，要求居民撒離，但無被理會。總統肯雅塔到場視察，要求有關部門檢查區內其他住宅大廈。[45]

#### 5月
- 5月3日——唐納德·川普成為唯一的美國共和黨參選人，宣布贏得共和黨黨內初選提名。
- 5月8日——阿富汗東部發生嚴重交通事故，兩架長途巴士與運油車相撞，造成73死50餘傷。事發在當地早上約六時半，兩架共載有125人的長途巴士，在東部加茲尼省一條公路行駛期間，與一輛運油車相撞，之後起火，巴士上乘客走避不及，造成嚴重傷亡。由於部分傷者傷勢較重，死亡人數可能會進一步上升，當局正調查事故是否與司機疏忽駕駛有關。[46]
- 5月9日——菲律賓於當日早上6點到下午5點舉行2016年菲律賓總統選舉。選舉結果顯示，71歲的前達沃市長杜特蒂（Rodrigo Duterte）以1564萬4122票當選菲律賓新任總統，而杜特蒂也將於6月30日正式走馬上任。
- 5月9日——天象水星凌日。
- 5月10日——發生在2014年臺北捷運隨機殺人事件中的嫌犯鄭捷於當天晚上20:47~20:51在臺北看守所進行槍決，隨後屍體送往桃園中壢殯儀館，預計於黑色星期五(5月13日)進行火化。同時，這也創下台灣29年以來被最高法院判決死刑定讞後短短18天之內進行槍決的嫌犯。
- 5月10日——台灣知名創作女歌手張懸在錢櫃KTV飲酒後，於台北時間凌晨3點50分，駕車行經台北市松江路、民生東路口，遇台北市政府警察局中山分局執行酒測臨檢勤務，經測試後發現酒精濃度值約0.3毫克，被依公共危險罪嫌依法送辦。
- 5月14日至5月15日——中華民國舉行第三次國中教育會考。
- 5月19日——埃及航空一架載著56名乘客及10名機組人員[47]的A320空中巴士由法國巴黎戴高樂機場飛往埃及開羅的客機，途中爆炸後墜海，機上66人全部罹難，相信恐怖襲擊可能性較機件故障為大，當局正詳細查核機上乘客身份。當地凌晨兩時許，客機進入埃及空域16公里後在雷達上消失，當時客機尚有30分鐘降落。客機出事前曾經先後左轉90度及右轉360度，並由3萬7千呎高空急降超過2萬呎，之後失去聯絡。希臘搜救人員在地中海南部卡爾帕索斯島以南的海上發現2個客機座位、人體殘肢及至少1件行李，將集中搜索黑盒。客機墜毀時，該海域上空天氣晴朗。而機上大部分是埃及乘客，另外有10多人來自法國。機師擁有超過6千小時飛行經驗，包括超過2千小時駕駛A320客機，副機師亦有2千7百多小時飛行經驗。今次是埃及航空兩個月內再發生事故，3月底一架由埃及亞歷山卓飛往開羅的客機被騎劫，曾經逼降塞浦路斯，當時劫機的男子被捕，所有乘客安全。
- 5月20日——中華民國舉行第14任總統副總統就職典禮，新任總統蔡英文發表就職演說。首次出現禮賓小姐（套裝）不同以往的金釵小姐（旗袍）。

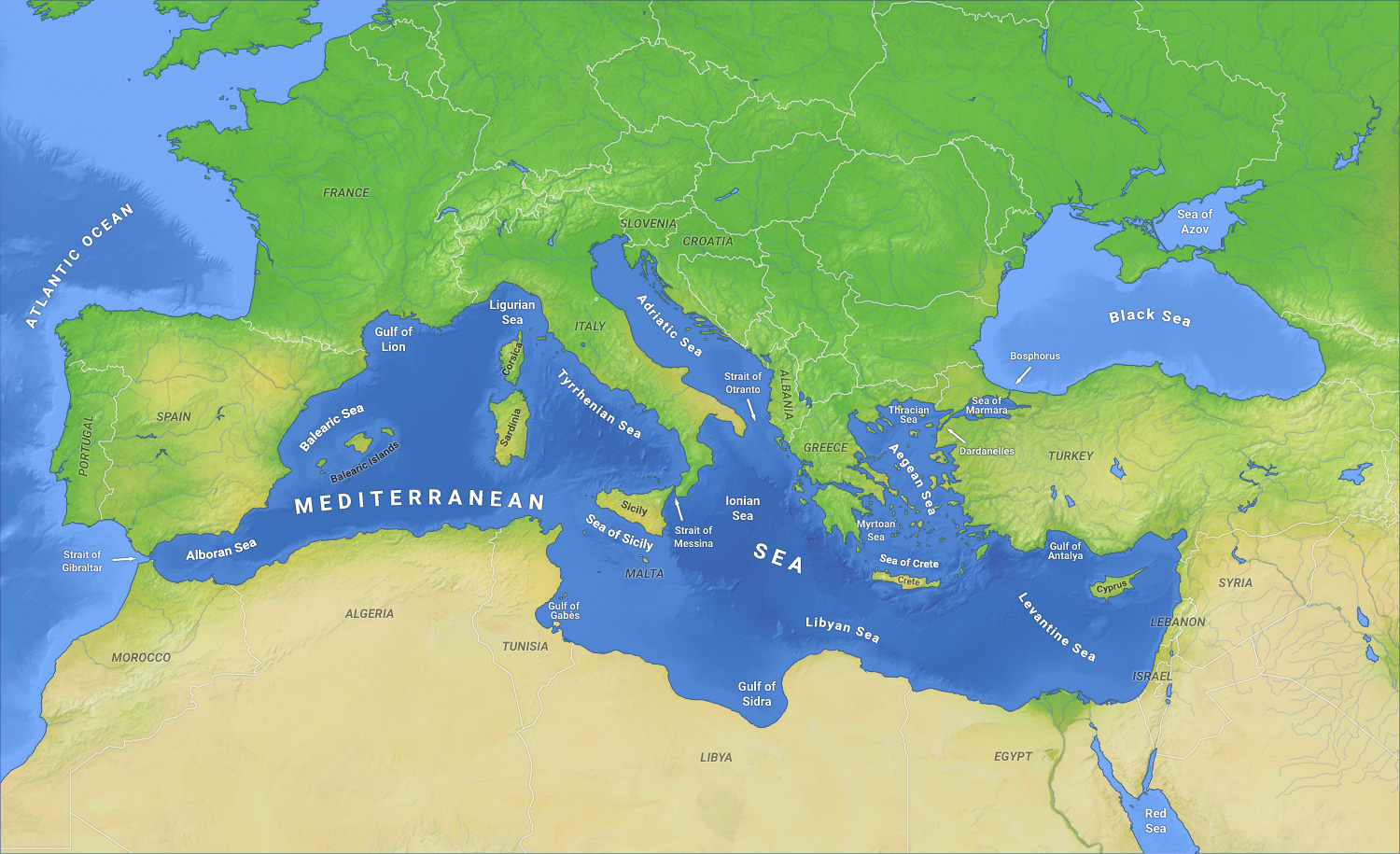
5月底最少700名難民命喪地中海

- 5月25日至5月27日——三艘偷渡船在地中海翻沉，最少700名難民遇溺喪生，當局救起約一萬四千人，打撈到至少60具遺體。5月25日船難約100人死亡、5月26日另一艘沉沒則導致550人罹難、5月27日第三艘事故有45死。意大利當局將部分救起的人，送到南部一個港口。600多名獲救的難民於5月29日抵埗，部分人送院檢查。45名遇難者遺體亦移送上岸，包括3名嬰兒。意大利海岸防衛隊表示由於最近天氣良好，加劇難民由利比亞偷渡到意大利，意大利警方則拘留懷疑是偷渡集團「蛇頭」的四人調查。[48]
- 5月31日下午13:23分，臺灣東北部外海發生芮氏規模7.2地震，921 以來最大地震，全臺有震感。

#### 6月
- 6月2日：臺灣桃園國際機場啟用卅七年來最嚴重的國門淹水災情，更癱瘓桃機聯外道路六小時，旅客須走替代道路才能進機場。
- 6月3日：
  - 一艘載有逾700人的難民船，在希臘克里特島以南海域沉沒，希臘海岸防衛隊至今找到4具遺體，救起340人，300多人仍然失蹤。希臘表示，獲救的難民將會被送到意大利、埃及、馬耳他及土耳其，海岸防衛隊出動2艘巡邏船及2架直升機到場拯救，附近4艘船亦加入救援。[49]
  - 117具遺體被沖上利比亞西部海岸，疑屬一艘在地中海翻沉的難民船，大部分都是來自非洲的難民，主要是婦女和兒童。由於事發時，船上難民並沒有穿上救生衣，估計死亡人數會繼續上升。利比亞海岸衛隊表示，當局6月2日發現一艘船在海上漂流，估計翻沉事故可能在前一天發生。[50]
  - 美國一代拳王阿里在亞利桑那州鳳凰城的醫院逝世，終年74歲。[51]
- 6月5日：瑞士舉行公投就是否推行「最低全民收入」（Universal Basic Income）表態，最後以76.9％反對票否決此一提案。
- 6月7日——希拉蕊·柯林頓勝出美國民主黨黨內初選。
- 6月8日——俄羅斯聯合航空製造公司MC-21客機，首架原型機公開亮相。
- 6月12日——美國佛羅里達州發生該國史上最嚴重的槍擊案，槍手闖入奧蘭多一間同志酒吧開火，釀成50死53傷。[52]
- 6月16日——上海迪士尼樂園在上海浦東新區正式營運，擁有全球最高、最大的迪士尼公主城堡，標誌著中國主題樂園進入戰國時代。
- 6月20日——TOP500超級電腦第四十七屆No.1中國神威·太湖之光使用自主申威處理器，而首度不使用英特爾等美國公司的處理器技術產品登上第一名寶座。
- 6月21日至6月23日——印度有超過90人被雷電擊中死亡。正受季候雨影響的印度，北部及東部的天氣持續惡劣，6月22日在東部的比哈爾邦，至少56人被雷電擊中喪生，北方邦和恰爾肯德邦亦有人罹難。每年在印度被雷電擊中死亡的人數以千計。[53]
- 6月22日：
  - 印度C34極軌衛星運載火箭（PSLV-C34）搭載20顆衛星發射升空，創下該國歷史紀錄，追平中國2015年9月20日長征六號成功發射一箭20星的紀錄。
  - 中國科研母船攜帶「海斗號深潛器一號」，在馬里亞納海溝挑戰者深淵下潛至10767米，並獲得萬米溫鹽深剖面數據。
- 6月23日——中國江蘇省北部下午短時間內出現極端強對流天氣，落暴雨並出現龍捲風和冰雹，釀成嚴重傷亡，釀成99死846傷[54]。事發在下午兩時半，鹽城市阜寧縣和射陽縣多個鄉鎮成為重災區，出現高達12級大風，而龍捲風令多間磚瓦住房遭到粉碎性破壞，汽車亦被捲走，大樹攔腰折斷，有鋼架吹到扭曲，路上有不少倒下的電線桿及廣告牌。部分地區電力通訊中斷。[55]
- 6月24日——台灣桃園市空服員職業工會因不滿華航勞資雙方因為工時、休假等問題遲遲無法達成共識，從24日凌晨0:00-晚上22:45展開史上第一起空中服務員大規模罷工行動。
- 6月24日——英國公投確定脫離歐盟。
- 6月25日—— 長征七號在海南文昌航天发射场點火升空，進行首次發射。標誌著中國第四個航天發射場正式啟用及新型長征七號正式服役。
- 6月27日——印度成為「飛彈技術管制協定」國際組織的一員，參與促進防止大規模殺傷性武器擴散。
- 6月28日：
  - 中國商飛ARJ21翔鳳，即「21世紀新一代支線噴氣機」第一次完全自主設計並製造的支線飛機。第一架（編號B-3321）ARJ21-700，成都航空正式商業營運從成都雙流機場至上海虹橋機場。
  - 土耳其伊斯坦堡發生恐怖襲擊，42人死亡、239人受傷。
- 6月底至7月初——中华人民共和国民政部表示，長江中下游等地的暴雨，已造成160死28傷，受影響的省份有11個，至今有2900萬人受災。由於短期雨勢集中，降雨強度大，在6月底至7月初，部分地方在5日之內，降雨量達到5百毫米，導致水位高，令今年汛情較重。當局表示，汛期一般要到7月下旬左右才結束，今年可能更長，要加强防備。[56]

#### 7月
- 7月1日:
  - 台灣高速鐵路第三階段車站——南港車站啟用，原先規劃南港至左營的站台全線通車。
  - 台灣左營港發生雄風三型反艦飛彈誤射事件，造成一死三傷。
  - 中國人民解放軍火箭軍官兵啟用穿著新式禮服與常服，軍服顏色採用墨綠色搭配卡其色。與其他陸、海、空三軍種服裝顏色區別明顯。
- 7月3日——伊拉克首都巴格達發生恐怖襲擊，釀成309死246傷。
- 7月4日——南韓積極打造國家品牌，文化體育觀光部宣布全新的LOGO「CREATIVE KOREA創意南韓」[57]。
- 7月5日——美國NASA新疆界計畫環繞木星的太空探測器，抵達木星的軌道。朱諾號是進入木星軌道的第二個太空飛行器，而第一個為伽利略號探測器（1995－2003年）。
- 7月6日：
  - AR手機遊戲精靈寶可夢GO率先在紐澳地區上線，众多用户走到戶外獵捕神奇寶貝。
  - 首批運-20鯤鵬機體交付給中國解放軍空軍並正式舉行授裝接裝儀式。
- 7月7日：
  - 台積電中國南京廠區十二吋十六奈米晶圓廠暨設計服務中心動土，位於江北新區的浦口經濟開發區橋林片區（31°58′18.53″N 118°31′55.40″E / 31.9718139°N 118.5320556°E）。
  - 台灣台北市松山火車站發生臺灣鐵路局新竹開往基隆1258次區間車爆炸案，造成25人輕重傷。
- 7月8日至7月9日——非洲南蘇丹再度陷入內戰，政府軍與效忠副總統馬查爾的部隊，在首都朱巴多處激烈戰鬥，超過300人喪生[58]。雙方部隊在當地的聯合國代表處附近交火，炮火聲持續超過半小時。一個聯合國難民營被擊中，未知死傷情況。7月9日是南蘇丹立國5周年紀念，當地2年多前爆發內戰，到去年8月停火。
- 7月8日至7月11日——超強颱風尼伯特吹襲南台灣及福建，釀成86死[59][60]19失蹤[60]1,740傷。
- 7月9日至7月11日——第一商業銀行自動提款機遭盜領約達新臺幣8,390多萬元，台灣史上第一起遭受駭客從英國倫敦遠端植入電腦病毒盜領案。
- 7月10日——日本舉行第24屆日本參議院議員通常選舉。
- 7月11日：
  - 英國保守黨黨魁選舉因李德森退選，剩下唯一候選人文翠珊，文翠珊被確認為黨魁，加上卡梅倫宣佈提早於7月13日辭任首相，文翠珊將接替成為英國第二位女首相[61]。
  - 美國職棒大聯盟全壘打大賽由賈恩卡洛·斯坦頓以打破全壘打大賽記錄的61支全壘打獲得冠軍[62]。
- 7月12日——荷蘭海牙常設仲裁法院在「南海仲裁案」的判決中裁定太平島是岩礁，不是島嶼。
- 7月13日——中国国务院总理李克强访问蒙古暨出席亚欧会议。
- 7月14日——法國東南部尼斯於國慶日期間發生嚴重襲擊事件，一輛貨車高速撞向觀賞國慶煙花匯演的人群，釀成85死303傷[63]，截至7月17日仍有18人危殆[63]，31歲突尼斯裔法國藉施襲男子被趕到包圍的警員擊斃。
- 7月15日——土耳其發生軍事政變。一群不滿政府的部隊，當晚在首都安卡拉和第一大城伊斯坦堡發動政變，在徹夜槍聲與混亂後，政府16日宣布叛軍政變失敗，總統艾爾段直指叛國者將付出沉重代價，總計政變造成至少290餘死1,440傷[64]，6,000餘名軍方及司法界人士被捕[65]。
- 7月16日至7月29日——2016年香港立法會選舉提名期。主張香港獨立的參選人被取消資格。
- 7月19日至7月21日——中國華北地區水災嚴重，釀成164死125失蹤[66]，超過900萬人受災。重災區河北邢台市有25人死亡，市長董曉宇為抗災不力道歉，4名官員救災不力被停職[67]。洪水過後，邢台大賢村遍地泥濘，天氣熱加上災後環境衞生變差，醫院派人到村内噴灑消毒劑。學校和老人中心成為臨時的物資和醫療站。洪水來襲時，大部分村民都已入睡，有村民質疑當局在上流洩洪，但不通知村民[67]。引發大賢村災情的七里河，過去十年已最少耗資十億人民幣加強防洪洩洪能力，輿論質疑或有官員貪腐致水災仍發生[67]。
- 7月19日下午12:57——一輛載著24名中國大陸籍遊客及一名臺灣籍司機、一名臺灣籍導遊共26人的遊覽車行經台灣國道2號桃園機場聯絡道西向2.9K處，發生中華民國國道史上最嚴重火燒車事故，造成車內26人喪生火海。
- 7月21日——饕客寶典米其林指南首次出版新加坡2016年版。Joël Robuchon reataurant獨家高級餐館獲得三星評級，以經典法式菜餚搭配全球1000餘款藏酒。22家餐廳榮獲一星，6家餐廳拿下二星，共29家摘星。這也是繼2008年東京版、2009年香港及澳門版、京都與大阪後，米其林再度前進又一亞洲城市[68]。
- 7月23日：
  - 瑞士陽光動力號2號重回原點阿布達比，環球一周完成宣導環保意識。
  - 阿富汗首都喀布爾一場少數族裔人士的示威遭受炸彈襲擊，導致83死260傷[69]，為該國自2001年塔利班政權被推翻後最嚴重襲擊事件[69]，極端組織伊斯蘭國承認2名成員引爆身上炸彈發動襲擊。一批哈扎拉族人，7月23日在喀布爾示威，抗議當局更改電網規劃，令新建的電網不再接駁至中部哈扎拉人聚居的巴米揚省[69]，示威者質疑是種族歧視。哈扎拉人約佔阿富汗一成人口，普遍較為貧窮，他們使用波斯語，信奉什葉派伊斯蘭教，但在阿富汗，大多數人為遜尼派信徒。
- 7月25日：
  - 全球最後一家卡式錄影機（VCR）製造商日本船井電機證實，該公司的VCR業務本月即將停產，宣告類比時代正式走入歷史[70]。錄影帶也是在保守年代將情色畫刊變為AV世界，帶入每個家庭客廳的主要媒體。
  - 前中共中央政治局委员、中央军委副主席郭伯雄因受贿罪一审被判处无期徒刑，剥夺上将军衔，郭伯雄本人当庭表示不上诉[71]。
- 7月26日——日本神奈川縣相模原市「津久井山百合園」殘障人士療養院於凌晨2時半發生血腥砍人案，造成19死26傷，為日本自二戰後最多人死亡的襲擊事件。
- 7月27日——敘利亞西北部城市卡米什利遭受連環炸彈襲擊，至少48死數十傷[72]。現場冒出大量黑煙，爆炸威力巨大，多幢建築物被夷平，不少人被困瓦礫當中。鄰近土耳其境內的努塞賓亦有玻璃窗碎裂。極端組織伊斯蘭國事後承認策動襲擊，指是針對庫爾德保安部隊。敘利亞庫爾德族部隊在美軍空襲支援下，主要在北部地區對抗伊斯蘭國。
- 7月30日——Windows 10在零點關閉免費升級通道，之後升級必須付費。此操作系统運行在4億多個終端裝置上。
- 7月31日——中國高端晶片聯盟“High End Chip Alliance”（HECA）正式成立。

#### 8月
- 8月2日——中國測試直徑3米大推力分段式固體發動機點火成功，成為世界上大型固體火箭發動機俱樂部四強：美國直徑3.71 m、印度直徑3.20 m、歐盟直徑3.06 m、中國直徑3.00 m。
- 8月5日－8月21日——2016年夏季奥林匹克运动会正式在巴西里約熱內盧舉行，為期17天。
- 8月6日——AR手機遊戲精靈寶可夢GO在台灣開放。
- 8月7日——鈴木一朗達成三千安。
- 8月8日——巴基斯坦西南部奎達一間醫院遭受自殺式炸彈襲擊，爆炸造成至少70死112傷[73]，極端組織伊斯蘭國及塔利班武裝宣稱發動襲擊。聯合國秘書長潘基文譴責事件，呼籲要將襲擊者繩之於法。
- 8月10日——中國高分專項工程唯一一顆合成孔徑雷達衛星高分三號，在太原衛星發射中心用長征四號丙運載火箭成功發射。此專項工程2020年形成全天候、全天時、全球覆蓋的對地觀測能力。
- 8月15日——中國武汉国家航天产业基地实施方案获国家发改委正式批复，成为中国首个国家级航天产业基地，规划范围约68.8平方公里，占地面积11800亩。预计到2020年，将形成年产50发运载火箭的能力以及年产140颗商用卫星的能力。武汉有望成为继北京、上海之后的“中国航天产业第三极”。
- 8月16日——中國發射全世界首顆量子科學實驗衛星墨子號(2016-051A)（页面存档备份，存于），力爭2030年建成20顆通訊衛星規模的全球量子通信網。
- 8月17日——英國天空登陸者10號（英语：Airlander 10）全球最大飛行器是飛船、飛機、直升機的混合體。全長92公尺，最大載重量10公噸，大於傳統飛船，可用於運送貨物的商業用途，順利進行30分鐘的歷史性首航[74]。
- 8月19日——八一九事件25周年。
- 8月20日——土耳其東南部加濟安泰普省，一個親庫爾德政黨成員舉行的婚禮發生自殺式炸彈襲擊，造成54死66傷，過半死者是18歲以下的兒童。襲擊者是一名12至14歲的兒童，當局亦追捕兩個懷疑陪同襲擊者進場的人。[75]
- 8月22日——台灣發生玖壹壹大顯神威片尾曲影片草稿外洩事件馬來西亞歌手黃明志遭逮捕
- 8月23日：
  - 中國火星探測計劃工程名稱和圖形標識全球徵集活動啟動[76]。預計2020年7月、8月擇期以長征五號火箭在海南文昌航天发射场發射。一步趕超完成繞、著、巡三階段任務。
  - 中國科學院宣布從6月22日至8月12日自主研制的海斗號無人潛水器由母船「探索一號」攜帶，在馬里亞納海溝挑戰者深淵下潛至10,767米。成為繼日、美兩國之後第三個擁有研制萬米級無人潛水器能力的國家，標誌著中國深潛科考開始進入深淵萬米時代[77]。
- 8月24日：
  - 北韓新浦級潛艇從東岸新浦海域，往東面日本海發射一枚北極星一號潛射彈道導彈潛射彈道導彈（SLBM），導彈飛行500公里後落入海中，是北韓的潛射導彈首度進入日本防空識別區，清晰反映北韓核武攻擊能力大躍進[78]。
  - 意大利中部發生黎克特制6.2級淺層地震，震源深度只有10公里，釀成296死[79]388傷。震央位於佩魯賈附近，距離首都羅馬大約100公里。受災最嚴重是小鎮阿馬特里切，全個鎮四分三地方受到破壞。
- 8月28日:
  - 中國航空發動機集團有限公司，簡稱中國航發，在北京海淀區藍靛廠南路5號掛牌成立。目前全球僅有美、 英、法、 俄、中5個國家可以獨立研制航空發動機。當前世界三大航空發動機生產商分別是美國通用電氣（GE）、英國勞斯萊斯（Rolls-Royce）、及美國普惠公司（Pratt & Whitney）[80]。
  - 印度太空研究組織（ISRO）成功發射超音速燃燒衝壓發動機 火箭升空，成為繼美國、俄羅斯、中國之後全球第4個成功發射這類新技術火箭的國家。超燃衝壓發動機被稱為繼螺旋槳、渦輪噴氣推進飛行器之後航空史上的第三次革命[81]。
- 8月29日——也門南部亞丁一間訓練新兵的學校遭極端組織伊斯蘭國的炸彈襲擊，造成71死98傷[82]。學校大門嚴重損毀，混凝土建築亦被炸開。事發時一名襲擊者駕駛載有炸彈的汽車衝入學校，當時有大批新兵在學校操場排隊，爆炸造成嚴重傷亡，伊斯蘭國承認發動襲擊。
- 8月底——颱風獅子山在北韓東北部引發嚴重水災，是當地自1945年以來最大洪水，釀成133死390餘失蹤[83]，3萬5千多間房屋、學校及公共建築物損毀，當中近七成被夷平。災情集中在圖們江附近，部分受災最嚴重的地區，包括接近中國邊境的茂山郡和延社郡均與外界隔絕。在重災區北部咸鏡北道會寧市，民眾堆石防洪水湧入，又用人手或簡陋裝備搶修電纜及路軌。大量農田被淹浸，部分地方交通和電力中斷，至少14萬人急需救援，平壤政府下令調派士兵協助救援。

#### 9月
- 9月1日：
  - 中國高分專項工程高分十號在太原衛星發射中心由長征四號丙運載火箭搭載，發射失敗。這是長征四號丙在役十年以來首例失敗。此為長征系列火箭第235次發射，上一次發射失敗時間為2013年12月9日。
  - 美國SpaceX獵鷹9號火箭在測試時發生爆炸在佛羅里達州卡納維爾角空軍基地。此運載一枚造價兩億美元(約64億台幣)、基站在以色列的通信衛星Facebook Amos-6（英语：Amos-6）上太空。該衞星其中一項重要任務是要為撒哈拉沙漠以南的非洲部分地區提供網路服務。這是獵鷹9號系列火箭第29次發射，上一次發射失敗時間為2015年6月28日。
- 9月2日——菲律賓總統杜特蒂故鄉納卯市當地時間晚上22:20左右，夜市發生爆炸事件。
- 9月4日－9月5日——2016年二十國集團杭州峰會（英語：2016 G20 Hangzhou summit）是二十國集團第十一次峰會在浙江省會杭州舉行。
- 9月4日——2016年香港立法會選舉，本土派首次進入立法會。
- 9月7日－9月18日——2016年夏季殘疾人奧林匹克運動會將在巴西里約熱內盧舉行，為期12天。
- 9月8日:
  - 聯合國教科文組織 (UNESCO)的國際掃盲日 (International Literacy Day)踏入50周年慶，主題為“Reading the Past, Writing the Future”（閱讀過去,書寫未來）。
  - 星際迷航（Star Trek）系列的50周年紀念作星際迷航3：超越星辰（Star Trek Beyond）。
  - 美國 新疆界計畫101955 Bennu小行星取樣OSIRIS-REx探測器美東時間下午七點五分，以擎天神五號（Atlas V）火箭搭載，從佛羅里達州的卡納維爾角空軍基地SLC-41發射。預定2020年7月著陸取樣但僅短短三秒鐘。2023年9月24日裝樣品小盒子從探測器彈出返回，以降落傘方式著陸地球在美國猶他州鹽湖城西南地區。繼日本2003年隼鳥號、2014年隼鳥2號之後第二個國家向小行星取樣探索。
  - 中華民國行政院會通過「亞洲‧矽谷」推動方案，物聯網與創新創業將透過四大策略推動[84]。
- 9月9日——朝鮮民主主義人民共和國在建國68周年進行歷來第5次核試[85]，並宣稱已達成核彈頭的標準化與微型化，未來將持續進行核武計畫。美國、日本及南韓等國與聯合國安理會強烈譴責，並宣佈加強制裁或起草新決議案，南韓總統朴槿惠更形容北韓領導人金正恩處於精神徹底失控的狀態[86]。
- 9月10日——敘利亞在達成停火協議後數小時，北部重鎮阿勒頗與伊德利卜受到猛烈空襲，共造成約100死100傷[87]。
- 9月12日——台灣聯合國協進會与七国代表共同向联合国秘书长潘基文转达“台湾民意”，并递交台湾入联合国[88]的联署函[89]，于9月30日被原件退回。这是继1971年聯合國大會2758號決議中华民国政府失去中国代表权以及2007年7月24日陳水扁向聯合國秘書長提交以台灣名義加入聯合國申請書遭退回[90]后，第三次主动向联合国提出入联申请。
- 9月13日——英国结束320年的纸币历史，发行溫斯頓·邱吉爾（Winston L. S. Churchill）5英鎊其「本體」是一種聚合物(Polymer)新鈔。亦公佈將在2017年夏天和2020年分別改版10英鎊與20英鎊鈔票，屆時將分別採用《傲慢與偏見》作者珍·奧斯汀（Jane Austen）和浪漫主義畫家約瑟夫˙透納（Joseph M. W. Turner）為背面人像。50英鎊鈔票暫時不考慮改版[91]。
- 9月14日——21世紀西北太平洋海域第三強風暴莫蘭蒂橫掃南台灣。15日登陸廈門市，重創廈門市，是建國以來登陸福建的最强颱風。僅次於海燕和梅姬。中央氣象局恆春氣象台上午八點五十一分測到最大瞬間陣風達到每秒五十二．二公尺的強風、相當於十六級風，刷新恆春氣象站設站120年來的強風紀錄[92]。
- 9月15日——中國載人航天工程第二步第二階段天宮二號真正意義上空間實驗室在22時04分12秒428毫秒發射升空。載荷十四項空間科學實驗，其中空間泠銣原子鐘誤差三千萬年加減一秒（1×10−15）[93]。及明年與天舟號貨運飛船接合，執行太空（推進劑）加油應用技術試驗。
- 9月17日——以美國為首的盟軍，在敘利亞空襲極端組織伊斯蘭國目標時，被指擊中敘利亞政府軍，造成62名士兵死亡[94]，過百人受傷。美軍在可能誤炸政府軍後已暫停空襲行動，又指當地地勢複雜，代爾祖爾被伊斯蘭國圍困，敘利亞政府軍和伊斯蘭國武裝分子位置經常非常接近，假若事件屬實，亦並非有意擊中敘利亞軍方。敘利亞政府軍則反指，空襲使伊斯蘭國一度成功佔領軍方位置，事件證明美國「維護」伊斯蘭國。
- 9月18日——中国国务院总理李克强出席联合国大会暨访问加拿大和古巴。
- 9月19日——中華民國第二座現代的「科學神燈」同步加速器台灣光子源在新竹科學園區國家同步輻射研究中心正式啟用。
- 9月21日：
  - 埃及亞歷山卓對開的地中海，再有偷渡船翻沉（英语：2016 Egypt migrant shipwreck），釀成162死[95]約280失蹤[95]，只有163人獲救生還[95]。船上載有約600人[95]，部分來自非洲國家，目的地是意大利。有獲救的人指，船隻傾側後突然斷裂，歸咎是由於超載一倍，釀成事故。
  - 饕客食記米其林指南2017年版，亞洲第五個城市、中國首選城市上海首版正式發行。入選有三星1家新天地朗廷酒店中餐廳粵菜唐閣、二星7家、一星18家。亞洲已出台了香港與澳門、京都與大阪、東京、新加坡、下一站首爾的城市美食指南。而米其林的評級標準十分嚴格，目前全球僅有109家餐廳獲得米其林3星榮譽[96]。
- 9月22日——「諾亞方舟」中國國家基因庫（China National GeneBank；CNGB）正式啟用位於深圳市大鵬新區觀音山腳下，信息數據與美國國家生物技術信息中心（National Center for Biotechnology Information；NCBI）、日本DNA資料庫（DNA Data Bank of Japan；DDBJ）、歐洲分子生物學實驗室（European Molecular Biology Laboratory；EMBL）齊名。這三大庫裡的生物信息數據幾乎涵蓋所有已知的脫氧核糖核酸DNA、核糖核酸RNA和蛋白質數據。
- 9月23日：
  - 敘利亞停火協議於9月19日屆滿後，政府軍繼續轟炸反政府武裝據點，阿勒頗遭到相信是歷來最猛烈的40次空襲，幾十棟房屋損毀，逾90人喪生[97]。但政府軍否認空襲針對平民，稱是要打擊阿勒頗的恐怖分子，又指新一輪攻勢將會包括地面攻擊，並維持一段時間。
  - 亚洲基础设施投资银行总部奠基儀式在北京奥林匹克公园中心区举行。
- 9月24日——宏碁歡慶四十周年活動在台北君悅酒店舉辦「挑戰未來－打造東方矽文明」高階論壇，和碩董事長童子賢指出物聯網（Internet of Things，縮寫IoT）就是互聯網（Internet）的未來[98]。
- 9月25日——中國科學院國家天文台500米口径球面射电望远镜（Five-hundred-meter Aperture Spherical radio Telescope；FAST）在貴州省平塘縣克度鎮大窩凼窪地正式開光。進入觀天時代，終極目的在尋找宇宙規律（Looking for the law of the universe）。繼美國阿雷西博天文台以來，是世界上最大的單面口徑電波望遠鏡[99]。
- 9月27日——第67屆國際宇航大會上，SpaceX的執行長伊隆·馬斯克展示了，行星際運輸系統 (Interplanetary Transport System；ITS)。
- 9月28日——台北西B站廢站代表搭臺灣客運,走臺灣省道。出外遊子回憶以前過年過節趕回家的日子，從今唯有在老一輩的腦海中出現在那懷舊1950年代。是台灣長途公路客運發展史的原點[100]。
- 9月29日：
  - 中國商飛ARJ21-700支線客機第二架（編號B-3322）在上海大場機場舉行交付儀式，移交給成都航空營運成都至上海航線。2017年進入批量生產交付階段，2020年達到年產量25架生產能力。
  - 中國工業和信息化部指導下，虛擬現實產業聯盟（Industry of Virtual Reality Alliance；IVRA）國家隊在北京正式成立。有近180家企業和機構加入，包括英特爾和HTC在內，預計到2020年，中國市場將達85億美元[101]。
- 9月30日：
  - 中華民國知名導演李安回台灣，宣傳新片《比利·林恩的中場戰事》並介紹此片所用頂級播放技術（Futuristic 3D）「未來3D」。 一般膠捲底片電影每秒是24格的播放速度，但此版本的數位規格為4K解析度、每秒120FPS的3D放映，採用兩台Christie（英语：Christie (company)）4K雷射投影機、杜比3D（英语：Dolby 3D）眼鏡及7th Sense生產的放映機。
  - 歐洲太空總署羅塞塔號探測 67P/楚留莫夫－格拉希门克彗星歷經12年半。創多個世界第一，進入彗星軌道、菲萊登陸器成功軟著陸。多項任務圓滿完成使命，最後在地面控制人員制動下，自身在 67P彗星上硬著陸。
  - 國際貨幣基金組織總裁克里斯蒂娜·拉加德（Christine Lagarde）在總部美國華盛頓哥倫比亞特區，宣布人民幣入特別提款權（Special Drawing Right； SDR）一籃子貨幣，在明天也就是2016年10月1日正式生效。紙黃金成份為美元41.73%、歐元30.93%、人民幣10.92%、日元8.33%、英鎊8.09%。

#### 10月

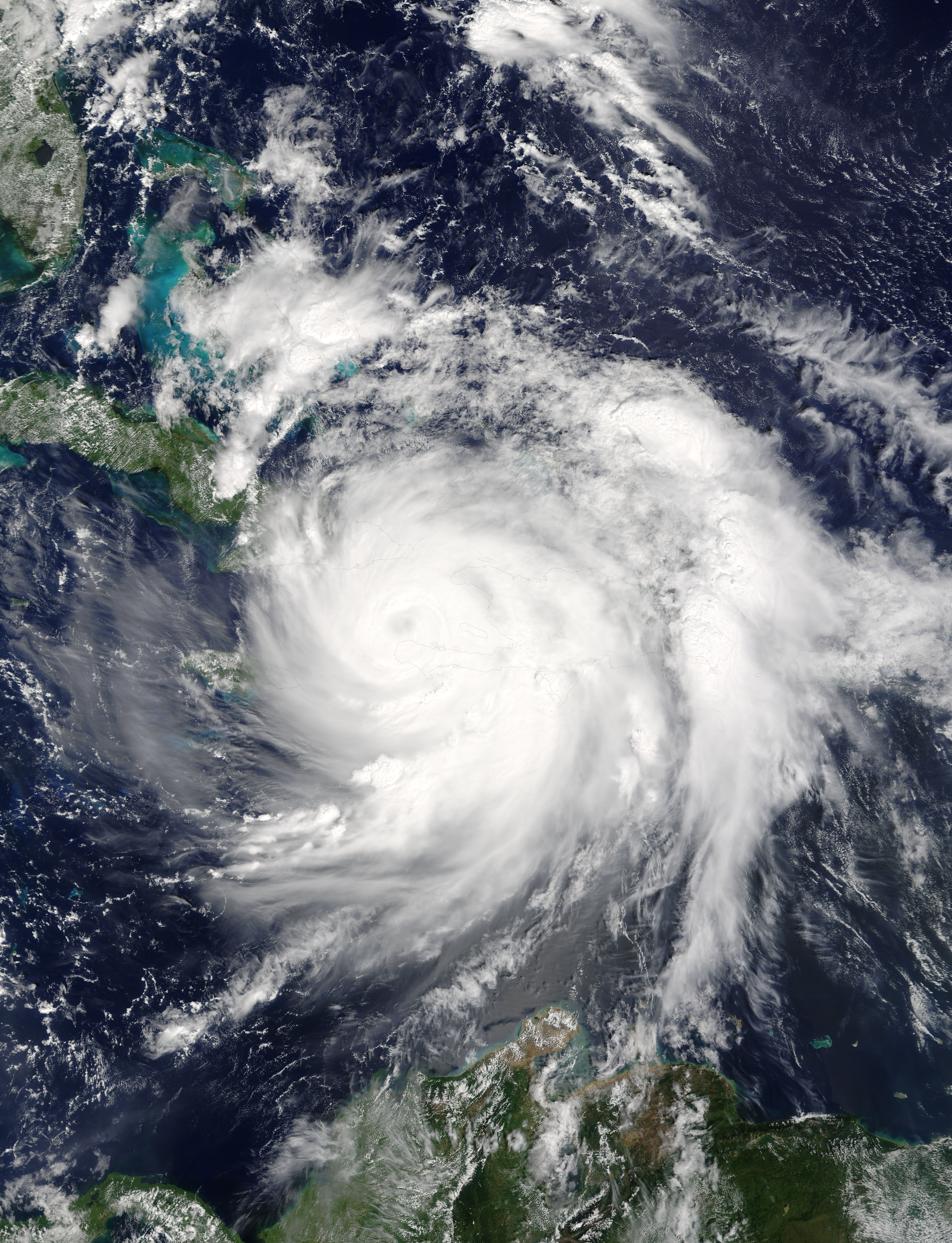
颶風馬修在海地觸發嚴重傷亡

- 9月底至10月初——颶風馬修重創加勒比海多國（包括海地、牙買加、古巴、多明尼加共和國及巴哈馬等）及美國，釀成1,040人喪生，其中1,000人於海地罹難[102]，美國亦有34人喪生[103]。
- 10月1日:
  - 美國商務部下屬國家電訊局（英语：National Telecommunications and Information Administration）把網際網路（Internet）網域名稱系統（Domain Name System；DNS）管理權，正式移交給一家非牟利機構位於加州的「互聯網名稱與數字地址分配機構」(Internet Corporation for Assigned Names and Numbers；ICANN)。這標誌着作為世人日常生活一部分的網際網路邁出走向全球共治的重要一步[104]。進入全球「多方利益攸關」（Multi-stakeholder）模式時代。
  - 中華航空首架A350—900 XWB客機飛抵台灣桃園機場[105]。
- 10月2日——埃塞俄比亞一個慶祝當地感恩節的活動，有參加者發起反政府示威，警方發射橡膠子彈引起恐慌，觸發人踩人，至少52人死亡[106]。
- 10月6日——中華民國台灣台東縣綠島晚間23：51分發生芮氏規模6.0的地震，此次地震達到5級，全台灣都感受到明顯搖晃，其中綠島唯一的一間7-11物品掉落一地。
- 10月8日：
  - 也門首都薩那一場喪禮遭到空襲，造成140餘死500餘傷[107]，當中包括多名胡塞武裝組織高層。胡塞武裝指責是沙特阿拉伯為首的盟軍所為，不過盟軍否認指控。
  - 中國航天一甲子。剛歸國一年的錢學森創建國防部第五研究院，發展飛彈技術至今[108]。
- 10月9日——中國電子商務鉅子馬雲（Jack Ma）的阿里巴巴影業與美國E.T.外星人名導演史蒂芬·史匹柏（Steven Spielberg）名下Amblin Partners（英语：Amblin Partners）建立了新合作伙伴關係，將制作、投資並發行電影。兩巨頭在北京舉行座談會，主題為「世界比想像中大」（The world is more giant than you can imagine）[109]。
- 10月10日——中華民國建國105週年雙十國慶日。
- 10月10日：
  - 中國國務院總理李克強訪問澳門并出席中國-葡語國家經貿合作論壇第5屆部長級會議開幕式。
  - 中國重大科技工程首次啟用形象大使，郎平、姚明、譚盾、郎朗、中國三大男高音（魏松、戴玉强、莫華倫）、袁莎、《三體》劉慈欣、TFBOYS（王源、王俊凱、易烊千璽）等12位名人。被選聘為增進廣大群眾對中國實施火星探測工程重大意義的深刻理解，鼓勵青少年對科學知識的強烈追求[110]。
  - 中國北極第二個科學考察站(NO.1挪威黃河站)中國－冰島聯合極光觀測台 China-Iceland Joint Aurora Observatory (CIAO)  在靠近北極圈的冰島（Karholl）凱爾赫舉行安放奠基石65°42′26.58″N 17°22′05.78″W / 65.7073833°N 17.3682722°W。美国称中国对北极的雄心正在冰岛的偏远谷地上逐渐成形[111][112]。
- 10月11日：
  - 美國總統巴拉克·歐巴馬在有線電視新聞網CNN貼文:America will take the giant leap to Mars 美國將大飛躍至火星。文中指出:美國將於2030年安全往返火星。之後，人類必將達成長期在火星駐足生活[113]。
  - 第二屆世界肥胖日主題訂為「戰勝兒童肥胖」（Overcoming Childhood Obesity）。世衛組織報告:中國肥胖人口居世界第一，占全球肥胖人口十億人中五分之一以上[114]。
  - 三星電子因Galaxy Note 7爆炸事件，宣佈終止生產Galaxy Note 7手機，並要求所有合作運營商和經銷商停止銷售和置換Galaxy Note 7手機，亦呼籲用戶關機停止使用。[115]
- 10月12日——Google和Facebook攜手打造高速跨太平洋海底光纖網路（Pacific Light Cable Network；PLCN）。洛杉磯到香港將能夠以最高120Tbps的速率傳輸資料。總長1萬2800公里，2018年投入使用[116]。
- 10月13日至10月14日——中共中央总书记、国家主席习近平访问柬埔寨。
- 10月13日——泰國國王蒲美蓬·阿杜德在位70年後去世。
- 10月15日：
  - 緬甸西北部發生渡輪沉沒事故，造成32死60餘失蹤百餘獲救[117]。一艘渡輪從實皆省沿欽敦江南下，駛向首府蒙育瓦，期間懷疑因超載導致翻沉。渡輪規定搭載120人，卻載了300人。緬甸西北部多山區，大部分民眾都依賴船隻往來，而欽敦江部分河段轉彎急、水流快，過去兩年已發生三宗同類沉船事故。
  - 一百九十七國政府協商代表在非洲國家盧安達首都吉佳利，就逐年淘汰用於冰箱和空調的溫室氣體氫氟碳化物（ＨＦＣｓ）達成具法律約束力的重大協議，樹立對抗氣候變遷的一大里程碑[118]。
  - 美國21世紀先進的匿蹤萬噸級巡洋艦朱瓦特號USS Zumwalt (DDG-1000)正式开始在《星條旗 (美國國歌)》發源地巴爾的摩軍港舉行隆重的成軍典禮[119]。母港在聖地牙哥 (加利福尼亞州)軍港，將部署在亞太地區。
  - 中国首艘09I型核潜艇舷號401艦名長征一號退出现役后，经过彻底的去核化处理，现已进驻青島的中国海军博物馆碼頭，标志着中国核潜艇从研制生产、使用管理到退役处置形成全寿命保障能力[120]。
- 10月16日——台灣第三大都會區，台中都會區鐵路高架捷運化計畫第一階段工程、台中新站正式啟用，宣告台中鐵路邁入高架新紀元[121]。
- 10月17日——中国载人航天工程（China Manned Space；CMS）第二步第二階段神舟十一號在07時30分31.409秒發射起飛，載二名航天員景海鵬、陳冬。與天宮二號對接將達成中期30天為基準，太空人駐留的空間實驗室。
- 10月19日:
  - 歐洲航天局（ESA）和俄羅斯聯邦航天局（Roscosmos）合作的火星探測計畫 （ExoMars），第一階段斯基亞帕雷利EDM登陸器，著陸火星前失聯。美國NASA繼續保持唯一最成功登陸火星，著、巡雙冠王。2020年將再接受歐洲航天局（ESA）火星探測計畫第二階段、中國國家航天局（CNSA）的中國火星探測計劃等挑戰。
  - 中國長征火箭有限公司（簡稱中國火箭；CHINAROCKET）在北京錢學森青少年航天科學院舉行，火箭專家、太空人的共同見證下正式成立。中國航天一甲子之際，邁入商業運行模式。營運項目將推出太空專車、太空順風車、太空班車等發射服務，還將涉足太空星座、太空旅遊、太空資源利用[122]。
- 10月21日:
  - 颱風海馬吹襲華南，導致香港天文台發出21年來首個在10月發出八號烈風或暴風信號。
  - 喀麥隆西南部城市埃塞卡一列火車出軌，部分車卡翻側，釀成73死600傷[123]，成為繼2007年西開賽出軌事故造成100死128傷以來，非洲最嚴重的鐵路事故。事發火車由首都雅溫得前往經濟首都港口城市杜阿拉，連接兩地的主要道路，前一晚因為暴雨受損，不少人轉乘火車。出事列車載著1,300名乘客，遠多於平日的600人。職員曾表示因應乘客太多，增加車卡數目，或與列車出軌有關。
  - 聯合國授證給與神力女超人（Wonder Woman），被聘任為推廣2016年至2030年永續發展目標（Sustainable Development Goals）第五項“实现性别平等，增强所有妇女和女童的权能”的榮譽大使[124]。
  - 中国最大的轨道交通设备制造商中国中车股份有限公司在北京举行启动会，将启动時速600公里的高速磁浮列車国家重点专项研发。這是中國首個由企業牽頭組織實施的國家重點專項[125]。
  - 美國東部網域名稱系統（Domain Name System；DNS）的提供商Dyn，遭受分散式拒絕服務攻擊（DDoS）。網路安全員相信這場攻擊涉及到由眾多 IoT 物聯網裝置（包括印表機、網路攝影機、家庭路由器和嬰兒監視器）組成的一個殭屍網路所發動網絡攻擊。
- 10月23日——香港鐵路觀塘綫延綫延遲逾年，至本日落成通車[126]，該綫長2.6公里[127]，設何文田及黃埔兩站，服務區內逾14萬名市民[128]。
- 10月24日——
  - 巴基斯坦西南部奎達多名槍手襲擊警察訓練學校，引致61死165傷[129]。時發時大約有250名學警在校內，死者包括兩名槍手，其中一人身穿自殺式炸彈背心，未有組織承認發動襲擊。
  - 韓國政壇爆出閨密干政醜聞風暴。與韓國總統朴槿惠親如姐妹的平民崔順實，靠著特殊關係介入國家事務，還挪用韓國兩大財團公款以及介入公司營運，甚至走後門將自己的女兒送進名校就讀，引發韓國民眾不滿要求朴槿惠下台，成立中立內閣[130]。
- 10月27日
  - 中國國防部新聞發言人上校吳謙證實，首艘國產航空母艦正按計劃進行，目前已完成設計工作，主船體已在塢內合攏成型，現在正在安裝設備和舾裝等建造工作。這也是大陸首度證實在建造國產航空母艦[131]。
  - 世界自然基金會（WWF）公佈每兩年發佈一次「生命地球指數」（Living Planet Index）報告顯示，受人類活動影響，全球野生動物數量自1970年以來已銳減58%，如不採取行動，世界上三分之二的野生動物可能會在10年內消失[132]。
  - 美國蘋果公司筆記型電腦問世25周年推出新一代 MacBook Pro(Touch Bar)[133]。
- 10月28日:
  - 南極海洋生物資源養護委員會（CCAMLR）年會上達成歷史性協議，同意在南極洲的羅斯海設立全球最大的海洋保護區，這個保護區涵蓋超過155萬平方公里海域，未來35年禁止在這片海域進行商業捕撈。這也是史上第一個在國際水域設立的海洋保護區[134]。
  - 全球最大的民用飛機製造商美國波音公司、中國商飛公司在杭州舉行發布會，宣布首座海外波音737飛機完工和交付中心落腳浙江舟山航空產業園。於2018年建成，年底交付第1架飛機。建成後的完工和交付中心計畫每月交付8至10架飛機，年交付量約100架[135]。
  - 韓國外交官楊昌洙經青瓦台委任為駐台北韓國代表部新任代表[136]。
- 10月30日——台北西A站短途客運停駛，走過一甲子的回憶，正式吹熄燈號[137]。
- 10月31日——韓國崔順實特權事件最新結果是韓國檢方於31日下午3點傳喚崔順實到案說明，並聲請羈押[138]。

#### 11月
- 11月1日——國共兩黨領導人，中國共產黨中央委員會總書記習近平與中國國民黨主席洪秀柱於北京人民大會堂進行國共論壇會議（習洪會）。
- 11月1日至11月6日——第五代重型匿蹤威龍殲-20戰鬥機參展在廣東珠海機場舉行第十一屆中國國際航空航天博覽會上。1日上午10時21分左右，在珠海上空兩架編隊包括低空通場、爬升、橫滾、盤旋轉彎等常規飛行動作，首次公開亮相[139]。中国商飞公司（COMAC）和俄罗斯联合航空制造集团（UAC）合作研製遠程寬體幹線商業客機，首次以（C929）模型公开展示[140]。中國首個北斗全球「釐米級」定位系統建設工作全面啟動，該系統命名為「夔龍系統」[141]。
- 11月2日：
  - 印尼巴淡島發生快艇沉沒事故，54人喪生。[142]
  - 芝加哥小熊奪得睽違108年的世界大賽冠軍，山羊魔咒終結[143]。
- 11月3日：
  - 兩艘載有270名西非難民的橡皮艇於離開利比亞不久，準備橫渡地中海前往歐洲之際，遇上大風浪沉沒，釀成240人罹難，僅30人獲救生還。[144]
  - 中國長征五號運載火箭下午8時43分13秒998毫秒在海南文昌航天發射中心首飛成功、與長征七號、長征六號，組成長征系列新一代大型、中型、小型无毒无污染绿色环保型運載火箭家族[145]。而且進入運載火箭俱樂部四強:NASA的Delta IV、CNSA的CZ-5、RFSA的Angara-A5、ESA的Ariane 5 。
  - 日本影像軟體協會（Japan Video Software Association）（日语：日本映像ソフト協会）配合DVD開始販售20周年、藍光10周年，把今日訂為錄影帶日（Video日）。帶動消費者懷舊1950到1970年代，在歐美相當盛行的八釐米攝影機、1980年代錄影帶攝影機，以對抗現今普及的數位影音串流時代[146]。
- 11月4日——法國巴黎艾菲爾鐵塔點上綠色燈光，象徵人類首度群策群力應對氣候變遷的巴黎氣候協定正式生效。協定為二〇二〇年後全球應對氣候變遷建立典章制度且具體行動[147]。
- 11月6日——台灣台南沙崙綠能科學城正式啟動[148]。
- 11月7日——饕客聖經米其林指南首次發行亞洲第六個城市首爾2017年版。两家高级餐馆获得三星评级，其中一家是传统韩国菜餐馆Gaon、另一家是首尔新罗酒店的餐馆“罗宴”（La Yeon）。罗宴被赞扬给传统韩国菜注入现代口味。樂天酒店Pierre Gagnaire法式餐廳、權熟手和Goggan等3家餐廳獲二星評價。19家一星餐廳韓式料理佔半數，共24家餐廳獲星級評價[149][150][151]。
- 11月7日——《聯合國氣候變化綱要公約》第22屆以及《京都議定書》第12屆締約方會議召開。
- 11月8日：
  - 2016年美國總統選舉， 同时众议院全部435个席位及参议院33个议席也会进行改选产生第115届美国国会。共和党候选人唐纳·川普、迈克·彭斯搭档以306张选举人票，胜过民主党候选人希拉蕊·柯林顿、蒂姆·凯恩搭档的232张选举人票，超过选举人票半数270张的门槛，当选美国第45任总统、第48任副总统。結果與選前主流媒體的民調大相逕庭，雖然唐纳·川普的總普選票數不及希拉莉·克林頓多（最終普選票落後逾286萬票），惟因選舉人票較多而获胜，全國各地的民主黨支持者拒絕接受選舉結果，举行抗议反川普游行，部份與警察發生激烈衝突，民主黨控制的加利福尼亚州更出现要脱离美国独立的声音。
  - 中國商飛C919完成了首飛前兩項重要的試驗——全機2.5g限制載荷靜力試驗圓滿順利、左右發動機均一次點火成功。而在静力试验完成后，飞机就可以进入调试阶段并进行地面飞控、燃油系统等的完整测试，测试无误后，飞机就可以进入滑跑阶段。如果滑跑阶段没有问题，则就可以进入首飞[152]。
  - 印度总理莫迪突然宣布，为了反腐和打击黑钱假钞，打击恐怖主义，废除正在流通的面值为500和1000卢比的纸币。
  - 全球最大的天文館，上海天文館(30°54′52.95″N 121°55′19.27″E / 30.9147083°N 121.9220194°E)在上海浦東新區臨港新城滴水湖畔開工，與上海科技館、上海自然館三館合一。形成了提升公眾科學素養的國際一流科普傳播平台[153]。
- 11月10日——中國長征十一號“一箭五星”刷新了大陸固体运载火箭一箭多星的发射纪录。此次发射的脉冲星導航试验卫星XPNAV-1(2016-066A)（页面存档备份，存于）是世界首颗。脉冲星被称作宇宙中的灯塔，它们特征明显、易于辨识，在宇宙中的定位位置比较精准。从而实现航天器长时间高精度自主导航与精密控制[154][155]。
- 11月11日——中国科学院长春光机所顺利通过验收，研制出一套大型高精度光栅刻划系统，并成功研制出面积达400mm×500mm的世界上面积最大的中阶梯光栅。这标志着中国大面积高精度光栅制造的相关技术已达到国际水平，结束了中国在高精度大尺寸光栅制造领域受制于人的局面[156]。
- 11月12日：
  - 巴基斯坦西南部俾路支省首府胡茲達爾有穆斯林寺廟被一名少年發動自殺式炸彈襲擊（英语：2016 Khuzdar bombing），最少52死百餘傷[157]，極端組織伊斯蘭國承認發動襲擊，死傷者多為婦女和兒童。爆炸發生時，幾百名信徒當時正在寺內。由於位處山頂，影響救援工作，當局估計傷亡人數可能會進一步上升。總理謝里夫譴責襲擊，表示會剷除匿藏的武裝分子。
  - 南韓民眾不滿總統朴槿惠閨蜜崔順實壟斷國政風暴以及有某家媒體報導世越號沉船事件當天朴槿惠其實是去整型，而讓南韓民眾發起「朴槿惠政權退陣！100萬民眾總崛起之日」群眾集會，要求朴槿惠下台。
  - 中國深圳太子灣郵輪母港蛇口郵輪中心22°28′18″N 113°54′32″E / 22.471530°N 113.908854°E迎來開港運行，可停靠目前世界上最大的22萬噸綠洲級豪華郵輪。深圳市市長許勤則表示，太子灣郵輪母港的建成開港，是國家郵輪產業發展戰略的重要布局，將助力深圳邁向國際化港口城市[158]。
- 11月13日：
  - 中國「一帶一路」計畫再下一城，在巴基斯坦投資砸下460億美元的瓜達爾港，迎來首艘中國商船開航。中巴經濟走廊打通，中國大幅降低對麻六甲海峽的依賴。還將向中國打開通往波斯灣和中東的大門，並深刻影響亞洲經貿戰略格局[159]。
  - 中国科学院合肥强磁场科学中心自主研制的混合磁体装置调试成功，实现40万高斯稳态磁场。该磁场强度仅次于美国国家强磁场实验室（英语：National High Magnetic Field Laboratory）实现的45万高斯稳态磁场强度。目前世界上只有美国、日本、法国、荷兰建成或正在建此类磁体。混合磁体装置将主要用于新型功能材料的量子行为研究[160]。
- 11月14日：
  - 紐西蘭當地時間凌晨0點02分發生芮氏規模7.8強震。
  - 恒生指數當日收市出現特別數字，報22,222.22點，這組收盤點位，是港股歷史上第一次出現的巧合。[161]
  - 中國蟬聯全球超級電腦500強（TOP 500）榜單：冠亞軍「神威·太湖之光」、「天河二号」。今年6月，中國曾167台比165台，首次超越上榜總數長期獨領風騷的美國；此次新榜單中美則平分秋色，雙雙上榜171台並列第一，兩強合計共占榜單總數的三分之二[162]。
- 11月16日至11月18日——第三屆世界互联网大会（World Internet Conference）於永久會址浙江省烏鎮鎮。新啟用的互联网大会国际会展中心舉辦，分會議中心、接待中心和展覽中心三個功能區塊[163]。主題為「創新驅動 造福人類——攜手共建網路空間命運共同體」（Innovation-driven Internet Development for the Benefit of All – Building a Community of Common Future in Cyberspace）[164]。
- 11月17日：
  - 莫桑比克西北部太特省有運油車爆炸，釀成73死110傷[165]。運油車原定由港口城市貝拉駛往鄰國馬拉維，期間在邊境附近一條村落失事翻側。現場民眾試圖取走車上的汽油時，運油車因高溫爆炸，造成大量死傷。
  - 中國超級電腦「神威·太湖之光」上運行的「全球大氣非靜力雲分辨模擬」首次獲得美國計算機協會的國際高性能計算應用領域最高獎──有超級電腦領域諾貝爾獎之稱的戈登貝爾獎（ACM Gordon Bell Prize）。而事實上，近30年來，該獎項一直被美國和日本壟斷。中國團隊過去從未入圍獲獎[166]。
- 11月18日：
  - 中國神舟十一號圓滿達成載人航天工程第二步第二階段，中期30天為基準駐足天宮二號空間實驗室。於13時11分22秒156毫秒在非洲納米比亞外海上空395公里處軌返分離，13時59分38秒896毫秒著陸在內蒙古四子王旗的主著陸場區42°29′11.70″N 112°42′57.16″E / 42.4865833°N 112.7158778°E。繼蘇聯、美國之後，中國邁入下一步天宮空間站時代[167][168]。
  - 中華電信宣布新一代亞太大頻寬海纜－亞太直達海纜正式完工啟用。海纜全長10,400公里，共有11個登陸點，連接台灣、日本、韓國、中國、香港、越南、泰國、馬來西亞、新加坡等國家與地區。總設計容量超過54Tbps，揉合最先進100Gbps光傳輸和數位同調(digital coherent)技術[169][170][171]。
- 11月19日——美國國家海洋暨大氣總署（NOAA）的GOES-R衛星（英语：GOES-R）是美國新的第5代同步氣候衛星。這是同級衛星第一枚升空，其他三枚預計在接下來8年內發射。被譽為史上最精密的氣象觀測衛星，它也將是讓NOAA研究人員更深入的了解大氣層、大氣環流與海洋間的相互作用[172]。
- 11月20日——印度北部普克拉延發生火車出軌事故，由於事發時為凌晨，大部份乘客仍熟睡中，來不及逃生，引致145死150餘傷[173]，其中76人重傷，當局認為事故涉及路軌裂紋或超載。出事火車14節車卡全部出軌，部分車廂扭曲變形。當時車上除了1,200名乘客已登記外，尚有約500名沒買車票或在候補名單上的人，因此無法確定實際乘客人數。今次是印度5年來死傷最嚴重的火車事故之一，印度鐵路網絡為全球第4大，每日載客量逾2,000萬人次，惟因機件老化失修、安全紀錄欠佳，每年平均數千人在火車事故中罹難。
- 11月22日——台灣第三大航空集團復興航空董事會通過公司解散之決議，並於今天起全面停航[174]。也宣告成立於民國40年（1951），全台灣最資深的航空公司，終於還是不敵市場競爭，為65年歷史劃下句點。此後「現存最悠久航空公司」的寶座，將由民國46年（1957）成立的遠東航空「承接」[175]。
- 11月24日：
  - 伊拉克中部希拉發生自殺式汽車炸彈襲擊（英语：November 2016 Hillah suicide truck bombing），最少100死50傷，極端組織伊斯蘭國承認責任，美國白宮譴責襲擊，指企圖挑起教派衝突。當時一架載滿炸藥的汽車在油站的等候區爆炸，由於附近有多架旅遊巴，結果造成嚴重傷亡，油站幾乎夷平，並波及多架汽車和附近民居。遇難者大部分是前往什葉派聖城卡爾巴拉朝聖的信徒，當中包括多名伊朗人，他們正準備回程。[176]
  - 中國江西省豐城市發電廠第3期，其中一個興建中冷卻塔的施工平台突然倒塌，平台上的工人墮地，地面準備接更的工人亦被大量鋼筋壓著，倒塌面積達5,000平方米，增加救援難度，導致74死2傷[177]。當局指工程正在趕工，懷疑混凝土未乾透，提前拆除棚架肇禍。
  - 老台北人記憶又少一件建成圓環，在1960年全盛時期有97攤圓環商圈為台北市最大夜市。曾經是饕客聖地、情侶的大排檔，這天啟動拆除作業，闢建成綠地廣場，2017年8月19日世大運開幕前完工[178]。
  - 空中巴士A350-1000 XWB（F-WMIL／序號MSN 059）長途飛機從空中巴士位於法國圖盧茲的基地首次起飛，飛行時間四小時二十分、航程2056公里。該機型通常可搭載約366名乘客[179]。
- 11月25日：
  - 統治古巴逾半世紀的前領導人卡斯特羅與世長辭，終年90歲。[180]
  - 伊朗北部塞姆南省一個車站的兩列載客火車相撞（英语：2016 Shahroud train accident），最少44死103傷[181]。一列行駛中的火車撞向一列因機件故障停在站外的列車，四節車廂出軌，其中兩節起火。兩列火車上共載有大約800人，預料死亡人數會上升，事故或為操作員失誤導致。
- 11月26日——台灣之光陳彥博，成為亞洲首位世界四大極地超級馬拉松巡迴賽大滿貫總冠軍[182]。
- 11月28日：
  - 一架載著包括巴西足球甲級聯賽球隊查比高恩斯成員的客機在哥倫比亞中部山區墜毀，釀成71死6生還[183]，生還者包括3名球員。失事飛機上載有81名機員和乘客，包括22名查比高恩斯球員以及多名球隊管理人員和記者，查比高恩斯原定到哥倫比亞，參加南美球會盃決賽首回合作客賽事，是查比高恩斯首度打入這項盃賽的最後階段。客機起飛前做過檢查並無問題，初步相信是電力故障所致，但據報亦有可能是燃料不足。
  - 中遠海運集團的「航運技術與安全國家重點實驗室」奠基儀式，在上海長興海洋裝備產業園區正式啟動。新建的中國航運科技領域唯一的國家重點實驗室。主要建設二池一洞：深水拖曳水池、航海安全水池、大型空泡水洞。其中，造波系統的造波能力在同類水池中居世界首位，能進行除北極航道以外，世界主要航區任何極端海況下的船舶實際姿態和性能研究[184]。
- 11月30日——中國古代第五大發明二十四節氣，正式列入聯合國教科文組織人類非物質文化遺產代表作名錄[185]。

#### 12月
- 12月1日——中國位在上海的「寶鋼集團有限公司」和位在中部湖北省的「武漢鋼鐵集團公司」合併重組成為「中國寶武鋼鐵集團」，為僅次於巴黎上市公司「阿塞洛米塔爾集團（ArcelorMittal）」的全球第二大鋼鐵企業[186]。
- 12月2日——自1979年1月1日美國與中華民國斷交、與中華人民共和國建交三十七年以來，台灣首位女總統蔡英文與美國新任總統當選人川普首次越洋熱線[187]。
- 12月6日：
  - 中華民國蔡英文政府通過勞基法一例一休三讀。勞工被刪減的七天國定假日分別為，開國紀念日之次日（1月2日）、革命先烈紀念日（3月29日）、孔子誕辰（9月28日）、台灣光復節（10月25日）、蔣公誕辰（10月31日）、國父誕辰（11月12日）、行憲紀念日（12月25日）等7日，勞工比公務員（週休二日）僅多放一天勞動節（5月1日）[188]。
  - 全球第三大記憶體製造商美光半導體與華亞科技完成股份轉換，正式合併。台塑集團成為最大股東[189]。
- 12月7日：
  - 印尼蘇門答臘北部亞齊省首府班達亞齊東南面大約130公里海底，發生黎克特制6.4級地震，震源深度僅17公里，屬於淺層地震，之後再發生多次強烈餘震，多幢建築物倒塌，導致102死[190]2失蹤1273傷。傷亡損毀集中在距離震央只有18公里的皮迪賈亞縣，有學校地下整層震毀，強震亦令學校結構傾斜。當地多幢住宅、商店和清真寺等在地震中夷平。官兵在瓦礫出動挖泥機，移開大型瓦礫，並需更多重型器械協助救援。有紅新月會人員表示當地醫護人員和人道物資亦不足夠。鄰近的皮迪縣亦有建築物倒塌，當局相信瓦礫下有人被壓著，加緊挖掘。印尼總統佐科維多多指示相關部門全力救災。這次地震在當地清晨發生，雖然當局未有發出海嘯警告，但有經歷過2004年南亞海嘯的居民不敢掉以輕心，地震後立刻走到高地暫避。
  - 中國商飛公司ARJ21-700飛機獲得的首個國外（剛果）適航當局頒發的型號認可證件，這拉開了ARJ21-700飛機進入國際市場的序幕。
- 12月10日——非洲尼日利亞南部烏約一間教堂鐵皮屋頂倒塌（英语：Uyo church collapse），連同支撐的鐵架壓向當時在裡面參加主教祝聖儀式的數百名信徒，釀成160死[191]。事發時教堂仍未完成修葺工程，但工人為趕及儀式舉行前完工，而加快工作，當地州長表明會徹查事故。
- 12月11日——瑞士世界最長57.1公里鐵路隧道，聖哥達基線隧道正式客運通車[192][193]。
- 12月12日：
  - 大台北環狀線首列日立軌道義大利列車，四車編組、載客量有六五Ｏ位、採用鋼輪鋼軌系統。在新店南機廠正式公開亮相[194]。
  - 聯合國第9位秘書長安东尼奥·古特雷斯宣誓就任，任期2017年1月1日至2021年12月31日[195]。
  - 美國國防部部長卡特赴以色列。共同慶賀首批F-35戰機，兩架的抵達[196]。
  - 俄罗斯联合航空制造集团（UAC）董事會批准與中國商飛就寬體飛機（C929）項目成立合資企業[197]。
  - 中国城市机场首次旅客突破1亿人次。纵观全球，上海之前，有英国伦敦、美国纽约、亚特兰大和日本东京，上海虹橋浦東機場旅客總量由此成为全球第5个进入亿级人次航空“俱乐部”的城市[198]。
  - 中國正式啟動WTO爭端解決程序，對歐美日聯手抵制中國11日加入WTO屆滿15年，將自動取得WTO市場經濟地位，延續對中國反傾銷「替代國」做法加以回擊[199]。
- 12月14日：
  - 台灣三大交通卡之一台灣通，不敵南北相爭：悠遊卡(easy card)、一卡通(iPASS)。「台灣智慧卡」公司已進入清算與解散程序，自2017年起卡片將全面停用。臺灣電子票證四強為：icash(愛金卡)、HappyCash(有錢卡)、悠遊卡、一卡通[200]。
  - 美國聯邦準備理事會（Fed）一致決議升息1碼，算是2006年6月十年來的第二度升息，聯準會並暗示明年可望升息三次[201]。
- 12月15日：
  - 歐洲聯盟推動的「伽利略衛星導航系統」（Galileo sat-nav system），正式啟用。聯合國衛星導航委員會當前的供應商，包括全球4大衛星導航系統：美國GPS系統、俄羅斯GLONASS、中國北斗系統、歐盟伽利略[202]。
  - 中國遙感衛星地面站北極Esrange接收站在瑞典基律納投入運行。北極站是中國第一個海外陸地衛星接收站，具有全天候、全天時、多種分辨率衛星的接收能力，它的落成運行極大提高了中國全球數據的接收穫取能力[203]。
- 12月16日——剛上任為聯合國榮譽大使的「神力女超人」只做到今日，結束這位漫畫人物為期不到兩個月的短命任期。由於穿著清涼、曲線玲瓏，先前聯合國一宣布這項任命即引發強烈反彈[204]。
- 12月19日:
  - 俄羅斯駐土耳其大使卡爾洛夫在安卡拉一個攝影展被一名22歲身穿西裝、服役2年半的土耳其休班防暴警察槍手連開8槍打死[205]，另有三人受傷。
- 12月20日：
  - 中國直升機工業哈飛研製第60個年頭，國產家族再添新成員。中型多用途直升機AC352在哈爾濱成功首飛，座艙空間滿足搭載14至16名乘客的需要。填補了中國民用直升機7噸級譜系的空白，也代表著具備研發製造國際先進民用直升機能力[206]。
  - 日本固體火箭Epsilon（艾普斯龍）運載火箭二號機成功發射，載運台灣中研院跟成大參與開發的ERG（英语：Arase (satellite)）探測衛星(Exploration of energization and Radiation in Geospace)，主要任務是要觀測球周邊的太空輻射變化，進而解開極光之謎，神秘的極光其實是太空輻射與地球大氣碰撞產生的現象[207]。
- 12月22日：
  - 中國發射首顆、世界第三顆全球二氧化碳監測科學實驗衛星（簡稱碳衛星），專門用於「觀看」全球大氣中二氧化碳含量的衛星[208]。
  - 法國啟用全球首條太陽能道路，一公里長的「Wattway」（英语：Colas Group）路面由兩千八百平方公尺的樹脂塗層太陽能面板覆蓋。太陽能面板的電線與當地（Tourouvre-au-Perche）48°35′3.48″N 0°38′47.49″E / 48.5843000°N 0.6465250°E電網連線為所有路燈供電[209]。
- 12月24日——桃園國際機場慶祝客運量突破4千萬人次，期許機場捷運的通車，將讓桃機晉升為A級國際機場的行列[210]。
- 12月25日：
  - 一架由莫斯科飛往敘利亞西北部拉塔基亞的俄羅斯國防部圖-154客機，在南部索契加油後於黑海墜毀 ，機上92人全部罹難[211]。當局懷疑是機件故障或者人為錯誤導致意外，總統普京宣布翌日全國哀悼。當局在距離索契1.5公里近岸約70米深海底發現客機殘骸，海面則發現多具遺體。事發於清晨5時許，起飛不過兩分鐘後從雷達消失，與控制塔失去聯絡。客機起飛時天氣良好適合飛行，出事前機師並無發出求救信號。國防部指失事客機1983年服役，2014年做過大維修，今年9月亦有例行維修，而機師經驗豐富。當局相信機件故障或機師失誤導致意外，不涉及恐怖活動。乘客中至少60人是軍方著名紅旗歌舞團成員，包括歌舞團領隊兼指揮。他們原本是要到敘利亞的俄羅斯軍方基地參加新年音樂會，還有9名當地電視台記者。失事的3引擎圖-154中遠程客機是1960年代蘇聯時期的設計，2006年停產前出產超過1,000架。俄羅斯和國際間都廣泛使用，不過飛行安全紀錄一般，多年來發生過60多宗事故，包括2010年時任波蘭總統卡欽斯基的專機在濃霧中降落墜毀，機上97人全部罹難。
  - 英國殿堂級歌手佐治米高（George Michael）在牛津郡家中因心臟衰竭離世[212]，終年53歲。佐治米高於1981年與另一人創立Wham樂隊，推出多首金曲，在英美以至全球樂壇走紅，大熱作品包括Wake Me Up Before You Go Go、Last Christmas及Careless Whisper等，1985年成為首個獲准在中國演出的西方流行音樂人，在北京工人體育場獻唱。1986年樂隊解散後作獨立發展，佐治米高再創事業高峰，創作搖滾、爵士樂等多種風格的樂曲，並橫掃多個歐美樂壇大獎，包括格林美、全英、全美及MTV音樂錄影帶大獎等，35年的音樂生涯中，賣出唱片超過1億張。
  - 中華民國行政院「亞洲．矽谷計畫執行中心」（ASIA SILICON VALLEY DEVELOPMENT AGENCY;ASVDA）揭牌典禮正式啟動，在桃園高鐵青埔站國際金融雙星[213][214]。
  - 中國商飛公司C919飛機首架機交付試飛中心，首飞在即[215][216]。
  - 俄羅斯Su-35S戰鬥機 採用矢量發動機，首批四架已抵達河北滄州飛行訓練中心，正式交付中國[217]。
  - 日本防衛省統合幕僚監部（參謀本部）上午發布消息，中國解放軍航空母艦遼寧號，在3艘驅逐艦：052D型（173長沙）、052C型（151鄭州、171海口）、3艘巡防艦：054A型（538煙臺、547臨沂）、056A型（594株洲）與1艘補給艦：903型（966高郵湖）伴隨之下，出現在東海中部水域。將經由宮古水道，首度穿出第一島鏈，赴西太平洋进行远海训练[218][219]。
  - 法國航海家科維爾（Thomas Coville）駕駛單人三體帆船（英语：Trimaran）展開環球旅程完成以49天3小時7分38秒的不靠港環球航海旅程，成功打破帆船航海世界紀錄（英语：Around the world sailing record）。原本的紀錄保持人是法國航海家茹瓦永（Francis Joyon）於2008年，創下的57天13小時34分6秒世界紀錄。整個航程全長4.57萬公里，在旅途中從未睡覺超過30分鐘，隨時注意四周變化[220]。
- 12月26日——中華民國國防部表示，中國遼寧號航母由5艘（151鄭州、171海口、173長沙、538煙臺、547臨沂）作戰艦護衛下，於上午9時通過屏東鵝鑾鼻南方90海浬(166.68公里)續向西南航行[221]。
- 12月27日
  - 美國國務院表示，中國海軍船艦有在國際海域航行的自由。
  - 2016中國的航天 白皮书发布[222]，首次提出「航天強國」的發展願景，目標是2030年 躋身航天強國三鼎甲之列。白皮書還提出，未來5年將啟動重型運載火箭工程。構建形成衛星遙感、衛星通信廣播、衛星導航定位三大系統，建設天地一體化資訊網路，基本建成太空基礎設施體系，促進衛星及應用產業發展。推动一體（空间技术）、兩翼（空间科学、空间应用）全面发展[223]。
  - 中国上海海洋大学深渊科学实验室和“彩虹鱼科技”的规划，“彩虹鱼”载人和无人深潜器为核心的作业平台，由一条5000吨级科考母船“张謇”号、一台万米级全海深载人深潜器（HOV）（英语：Deep-submergence vehicle）、一台万米级全海深无人深潜器（ARV）、三台全海深着陆器（Landers）组成。此次利用自主研制的3台万米级着陆器，在西南太平洋成功下潜到11°22′N 142°24′E / 11.367°N 142.400°E10,890米深度，挑战全球最深极——马里亚纳海沟挑戰者深淵成功。[224]。
- 12月28日：
  - 港鐵南港島綫東段（英語：South Island Line）無人駕駛鐵路通車，至此，香港十八區皆有鐵路到達。
  - 广州地铁7号线通车。
- 12月29日：
  - 首部中国交通运输发展白皮書發布[225]，交通运输2015年年底現狀值：鐵路（高速鐵路1.9萬公里），位居世界第一、公路（高速公路12.35萬公里），位居世界第一、港口（萬噸級及以上泊位2221個）、機場（年旅客吞吐量達到1000萬人次以上的機場26個、年貨郵吞吐量達到10000噸以上的機場51個）、郵政（服務營業所5.4萬所、快遞營業點18.3萬點）[226]。
  - 韓國棋靈王暱稱為「Master」的神秘棋士，晚上七點首度現身中國《弈城網》。
- 12月30日：
  - 中華民國最高法院檢察署特別偵查組在立院通過《法院組織法》第 63-1 條修正案，確定遭裁撤。將完成今天，最後一個工作天後，走入歷史[227]。
  - 中国湖北总投资240亿美元（约1600亿元人民币）的国家存储器基地项目正式在武汉光谷未来科技城开工建设。它标志着中国集成电路存储芯片产业，在规模化发展上实现了“零”的突破[228]。

## 逝世
2016年逝世人物列表：1月 - 2月 - 3月 - 4月 - 5月 - 6月 - 7月 - 8月 - 9月 - 10月 - 11月 - 12月

## 諾貝爾獎
- 物理學：戴維·索利斯、鄧肯·霍爾丹、約翰·科斯特利茨
- 化學：讓-皮埃爾·索瓦日、弗雷澤·斯托達特、伯納德·費林加
- 醫學：大隅良典
- 文學：巴布·狄倫
- 和平：胡安·曼努埃尔·桑托斯
- 經濟學：奧利弗·哈特、本特·霍姆斯特羅姆

## 国际年
- 国际共识年[229]